# Zalai vízimalmok

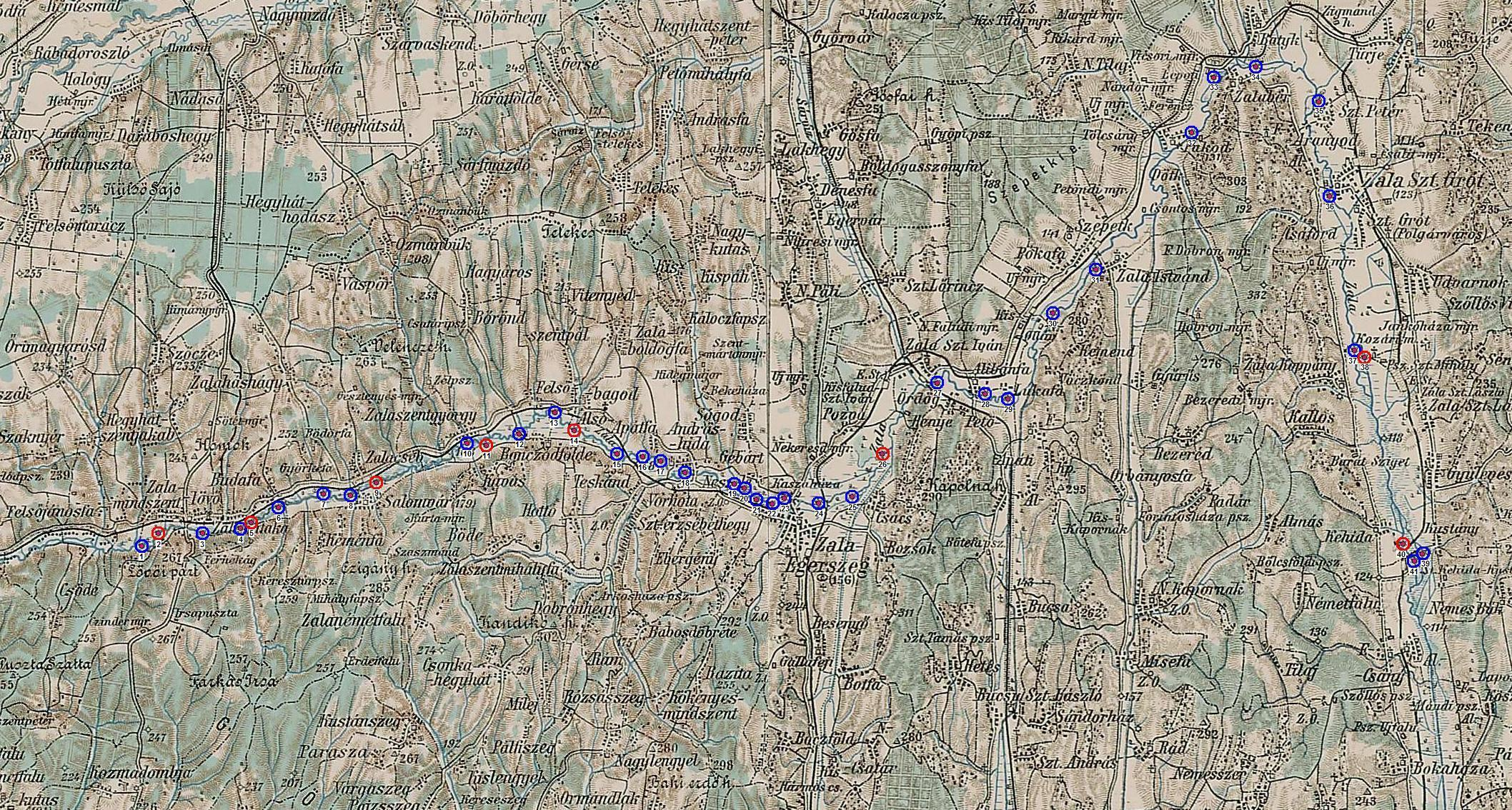
Vízimalmok a Zala mentén

Évszázadokra visszamenőleg egységben léteztek a Zalára telepített vízimalmok, maga a Zala folyó sajátos vízrajzi adottságaival és a híresen szép Zalavölgy és Zalarét. A tájrehabilitációra valóban szükség volna, mert a malmok leállításával, a malomzsilipek tönkretételével a réteken drámai mértékben csökkent a többnyire erősen kötött talaj vízszintje, ami a rétek állapotát súlyosan befolyásolta. A rét- és legelőgazdálkodás amúgy is jelentősen visszaszorult. Sok helyen szántóföldi művelésbe fogták a rétek egy részét, vagy éppen ipari üzemeket telepítettek a rétekre. A rétek romlását, egyre jellegtelenebbé válását az 1960-as évek elején lezajlott Zala-szabályozás (inkább csatornázás) pecsételte meg, mely a malmokat és zsilipjeiket végképpen kiiktatta a folyó életéből.
Az 1800-as évek végén Zala vármegyében – persze a megye akkori, lényegesen nagyobb területén – mintegy 200 gőz- és vízimalmot tartottak számon. 1949-es Zala megyei levéltári statisztika szerint a vármegye akkori területén mintegy 180 malom, a kisebbített megye területén pedig mintegy 140 vízimalom működött. Az 1940-es évek elején még mintegy 37 malom őrölt a Zala folyón. Számos malom esetében a malomgödörben vagy malomtóban ma is jelentős mennyiségű víz található, ami számos vízi, vízközeli élőlény refúgiuma, menedéke lehet.
Hajdu Imre, Izsák János, Jakosa Árpád, Kummer Gyula, később Marx Mária 2005 körül határozták el a Zala folyó mentén lévő vízimalmok dokumentációjának gyűjtését. A teljesnek tekinthető felsorolás alapja egy, a Zala Vármegyei Levéltárban őrzött 1949-es lista. Már korábban megsemmisült  malmok is szerepelnek ezen a listán, ezek mára már inkább csak a helyi lakosok emlékeiben élnek. A mellékelt térképen a piros színnel jelzett malmok ma már csak dokumentumokban és a helyi lakosság emlékezetében élnek. A térképet Kummer Gyula szerkesztette és a fényképfelvételek nagy része is tőle származik.

## Működésük
Zsilipen (duzzasztón) a tulajdonképpeni zsilipen kívül az élőbeszédben a teljes zsilipszerkezetet  is értették. A malmok fölötti, (fa)zsilipekkel duzzasztható néhány száz méteres folyószakaszt malomfejnek hívták. Közvetlenül a zsilip feletti szakaszán a vízpartot gyakran betonfal védte az alámosással szemben. A zsilip a vizet  az őrlés egyik előkészületeként leengedett állapotában ezen a szakaszon duzzasztotta, fogta. Őrléskor a vizet a ráccsal (egyes helyeken „őrzővel”) védett turbinaházban lévő turbinára engedték, majd a víz a turbinaház kifolyóján át folyt tovább a malomgödörbe. Másutt a malomgödröt malomtónak mondták. (A rácsról a faágakat, egyéb uszadékot például gereblyével távolították el.) Eközben persze a malomfejben felduzzasztott víz egyre apadt; a vizet engedték,  eresztették. A zsilipeket jellegzetes vasszerkezet segítségével lehetett emelni vagy süllyeszteni. A malomgödör előtti, illetve a zsilipkamra előtti zsilip valamelyikének felhúzásával, illetve leengedésével volt szabályozható a zsilipkamrába folyó víz mennyisége. A zsilipkamrába folyó víz hajtotta körbe a turbinát. Ez a forgás biztosította az őrléshez szükséges energiát.
Közvetlenül a zsilipház felett, ahhoz gyakorlatilag hozzáépítve, a zsiliphídról lehetett a zsilipekhez közel jutni. Ezen a hidacskán egyben át is lehetett menni egyik folyópartról a másikra. Ennek akkor lett nagyobb jelentősége, amikor a zsilip vagy zuhogó feletti szakaszon gyakran meglévő, gabona és liszt szállítására alkalmas közúti híd az ’50-es, ’60-as években már tönkrement. Ha duzzasztáskor a malomfejben a víz szintje elérte a legfelső zsilipdeszka felső szélét, akkor a víz azon átbukva, jellegzetes hanggal a betonkifolyóra zuhogott, majd onnan a széles és mély (3-5-8 méter mélységű)  malomgödörbe rohant. Egyébként is, a bekezdésben szereplő elnevezések nem voltak egységesek. Az bizonyos, hogy az 50-es években a zalaegerszegi horgászok ezeket a megnevezéseket használták. A malomgödör alsó, újra összeszűkülő szakaszán általában kialakult egy kifli alakú kavicssziget. Az ezt követő kifolyó szakaszon a víz sekély volt, majd egyre mélyült, egy hosszú folyószakaszon gyakran kanyarokat tett meg, egyre lassabban folyt és tovább mélyült, majd átment a következő malom malomfejébe. A mederben kialakulhattak mélyedések (kutyrok), más helyeken pedig  „szaladt a víz”.  Egyes malmok felett a folyót kettéválasztották, az ásással kialakított új ágra, mely  a malomhoz haladt (ilyen esetben ez a szakasz képezte a malomfejet vagy malomárkot)  és egy másik ágra (kiság), melyen szintén volt zsilip, amit kiszsilipnek neveztek.  (Az itt lévő, kisebb malomgödröt kisgödörnek is nevezték.) A kisgödör a kiságban folytatódott, mely aztán 100-200 méter után újra egyesült a főággal. Kiság és kiszsilip csak Zalaegerszegen és attól lefelé fordult elő a Zalán. Árvizek alkalmával aztán felborult a rend: a Zala és a rét helyén látványosságnak beillő összefüggő víztömeg, vízfelület jelent meg, mely néhány nap után vonult le.
Gyakran cölöpökön állt a malom víz közelében lévő sarka, más esetekben a víz felett szabályszerű  padlózatot tartottak cölöpök. A padlózaton állva  például a zsilipeket lehetett karbantartani, jégteleníteni. Utalhatnak persze hasonló cölöpök régvolt fahídra is. A malomépület tetején gyakran látható kiemelkedő, saját kis tetővel, ablakkal  rendelkező  építmény a malom porkamrájának a szellőzőnyílása, vagy a kiemelkedő felvonóvégek befogadására is szolgálhatott. A malomajtó felett gyakran esőlemez nyúlt előre, mely azt akadályozta meg, hogy rakodás során esőben a zsákok és a molnárok megázzanak. Az őrlés során keletkező melléktermékek alkalmasak voltak sertés hizlalásra, baromfitartásra. Ezért a malmok közelében az igavonóként tartott lovak istállója  mellett gyakran volt disznóól, tyúkól vagy  éppen galambdúc is.
A malmok említése elsősorban helyük szerint, másodsorban közismert nevükön történik.

## A Zala menti malmok listája
Forrás: Zala Vármegyei Levéltár.
|     | Kép | Név                                            | Helység            | Tulajdonos/bérlő                       | Megjegyzések |
| --- | --- | ---------------------------------------------- | ------------------ | -------------------------------------- | --- |
| 1.  |     | Pacsai/zalalövői malom, Jakosa malom           | Zalalövő           | Jakosa J. Ödön                         | kb. 1940-ig a déli oldalon alulcsapós malomkerék volt |
| 2.  |     | Zalalövői malom                                | Zalalövő           |                                        | |
| 3.  |     | Vizi-malom                                     | Zalalövő           | Vizi Lászlóné                          | Jellegzetes a malommaradvány képe. Jellemzőek a megbolygatott helyek növényei, csalán, szeder, fiatal nyárfák, fűzfák. |
| 4.  |     | Zalapatakai malom, Molnár malom                | Zalapataka         | Molnár Jenő                            | A malomépület és a turbinakamra |
| 5.  |     | Gergulecz malom                                | Zalalövő           | Gergulecz testvérek                    | |
| 6.  |     | Budafai malom, Bankovics malom                 | Budafa             | Bankovics testvérek                    | Keleti irányból fényképezve a már téglából épített malom, egy kis részlet a turbinaházból is látszik a déli oldalon |
| 7.  |     | Györkefai malom, Zsohár-Károlyi malom          | Zalacséb           | Károlyi István                         | A bővített malomépület nyugatról |
| 8.  |     | Salomvári malom                                | Salomvár           | Vizi László, Mesterházyné              | A malom néhány betonmaradványa |
| 9.  |     | Zalacsébi malom                                | Zalacséb           | Agricultural Co-operation              | |
| 10. |     | Zalaszentgyörgyi malom, Sztancsics malom       | Zalaszentgyörgy    | Stancsics testvérek                    | Ez a malom csak fényképen maradt meg, még a maradványait is eltüntették. A kép valamilyen ünnepi alkalommal készülhetett északnyugatról. |
| 11. |     | Kávási malom                                   | Kávás              |                                        | |
| 12. |     | Boncodfölde-i malom, Huszár malom              | Boncodfölde        | Huszár Ernő                            | Déli irányból a volt malomgödör, hátrébb néhány betonmaradvány |
| 13. |     | Bagodvitenyédi malom, Baumgartner-Németh malom | Bagodvitenyéd      | Baumgartner Józsefné                   | Délnyugatról fényképezve a malomépület |
| 14. |     | Bagodi malom                                   | Bagod              |                                        | |
| 15. |     | Mártonfai malom, Tóth-malom                    | Martonfa           | Tóth Károly                            | A malom maradványai déli oldalról. |
| 16. |     | Klázer vagy Varga malom                        | Teskánd            | Klázer István                          | A malom a lebontása előtti utolsó napokban |
| 17. |     | Pozsgai malom                                  | Apátfa             | Pozsgai Kálmán                         | A malomépület déli fala, a pázsit helyén volt a malomgödör, amelyet később feltöltöttek |
| 18. |     | "Hídi" vagy Béry malom                         | Andráshida         | Béri testvérek, Rosenberger Endre      | A turbinakamra falának maradványa |
| 19. |     | Gógán vagy Schreiner malom                     | Zalaegerszeg       | Schreiner család                       | A malomépület keletről |
| 20. |     | Horváth malom                                  | Neszele            | Horváth Ferenc                         | A képen a turbinaház tetején lévő nyílás, amely a tengelyt fogadta be |
| 21. |     | Hencz malom                                    | Zalaegerszeg       | Hencz nővérek                          | A malomépület és a vízkerék északról. |
| 22. |     | Gömbös vagy Németh malom                       | Zalaegerszeg       | Németh örökösök                        | A későbbi malomépület keletről. Jobbról a turbinaház a kifolyóval. Ettől is jobbra, a kép jobb oldalán voltak a zsilipek. A betonfal előtti karók állnak ki a vízből, két helyen is. Ezek a régi malomépület idejéből származnak, 1940 körül. 2005-ben a malom helyén már lakóház állt. |
| 23. |     | Böhm malom                                     | Kaszaháza          | Böhm Jenő, Böhm Zoltánné               | 1960 körüli kép, délkeletről a hatalmas (5-6 méter mély) malomgödör. A távolabbi kisebb épület, előtte a zsilipek, itt éppen részben a zsilipek alatt, részben a zsilipkamrán folyik át a víz. A 2000-es évek elején a malom helyén lakópark épült.                                     |
| 24. |     | Baumgartner vagy Kummer malom                  | Zalaegerszeg       | Baumgartner Imréné                     | Délkeletről a malomgödör, a zsilipek, a turbinaház és a malomépület egy része |
| 25. |     | Vér malom                                      | Csácsbozsok        | Vér József                             | Ma már nyoma sincs ennek az épületnek. Valószínűleg istálló és raktár volt a malom idejében |
| 26. |     | Pózvai malom                                   | Pózva              |                                        | Kőmaradványaira többen még emlékeznek |
| 27. |     | Cságoly malom                                  | Pethőhenye         | Cságoly Ferenc                         | A malomépület keletről, jobb oldalon a turbinaház és a zsilipek, előtte a malomgödör |
| 28. |     | Takács malom                                   | Alibánfa           | Takács Jenő                            | A malomgödör, benne jelentős mennyiségű vízzel, mögötte a volt zsilipek alatti vízkifolyó, majd jobbra a turbinaház kifolyója, és hatalmas turbinaház |
| 29. |     | Tőbereki malom                                 | Nemesapáti-Tőberek | Nagy Endre                             | Északi irányból fényképezve a zsilip alatti kifolyó és a turbinaház maradványa |
| 30. |     | Légrády-Miszori malom                          | Kemendollár        | Miszory örökösök                       | A malomépület északnyugati sarka |
| 31. |     | Hámos malom                                    | Zalaistvánd        | Hámos Jenő                             | A malomépület délről |
| 32. |     | Koch-Domján malom                              | Pakod              | Koch József                            | Északkeletről fényképezve a maradványok. Jobbról a turbinakifolyó, középen a szabadon átfolyó víz helye |
| 33. |     | Csorba malom                                   | Zalabér            | Agricultural Co-operation              | A malomépület keleti irányból. A jelenlegi tulajdonos szépen renováltatta az épületet. |
| 34. |     | Hármasi vagy Keszler malom                     | Batyk              | állami tulajdon                        | A molnárlakás maradványai |
| 35. |     | Kutrovácz-Keszler – Hámosi malom               | Tüskeszentpéter    | Kutrovácz örökösök (?)                 | A malomépület messziről is jól látható, kereskedelmi emblémaként is előforduló képe északnyugatról. A többemeletes malom ma is őröl, elektromos árammal üzemel. |
| 36. |     | Schlésinger malom                              | Zalaszentgrót      | állami tulajdon                        | A malomépület északról |
| 37. |     | Mittermayer-Horváth malom                      | Zalakoppány        | Mittermayer testvérek                  | A malomépület |
| 38. |     | Zalakoppányi malom                             | Zalakoppány        |                                        | |
| 39. |     | Vöröss malom                                   | Kehidakustány      | Vöröss István, Szabó József            | Betonmaradványok |
| 40. |     | Kustányi malom                                 | Kehidakustány      |                                        | |
| 41. |     | Böröck malom                                   | Kehidakustány      | Böröck Imre, Németh Gyula Koszovszkyné | A malmot nyugati, illetve északkeleti irányból mutató régi kép |

## Galéria

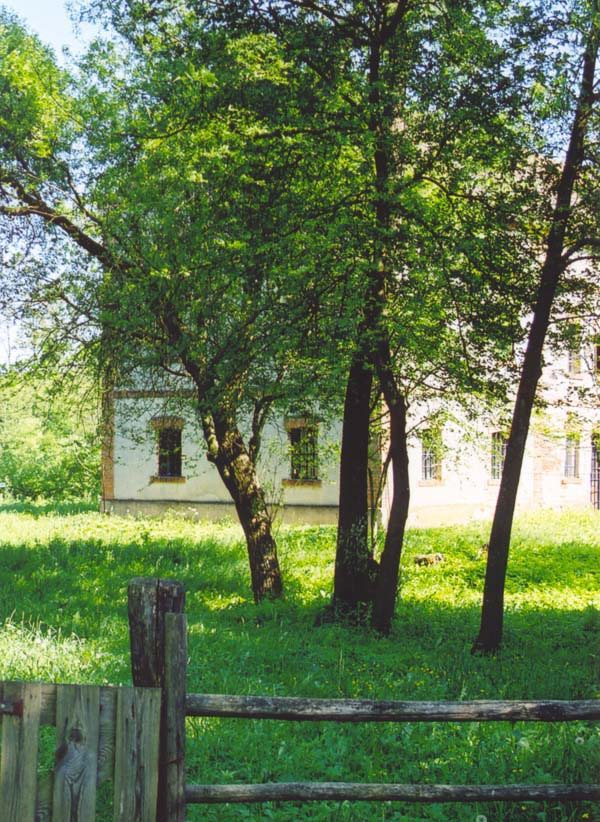
Jakosa malom vagy Pacsahegyi malom északról, Zalalövő, 2005
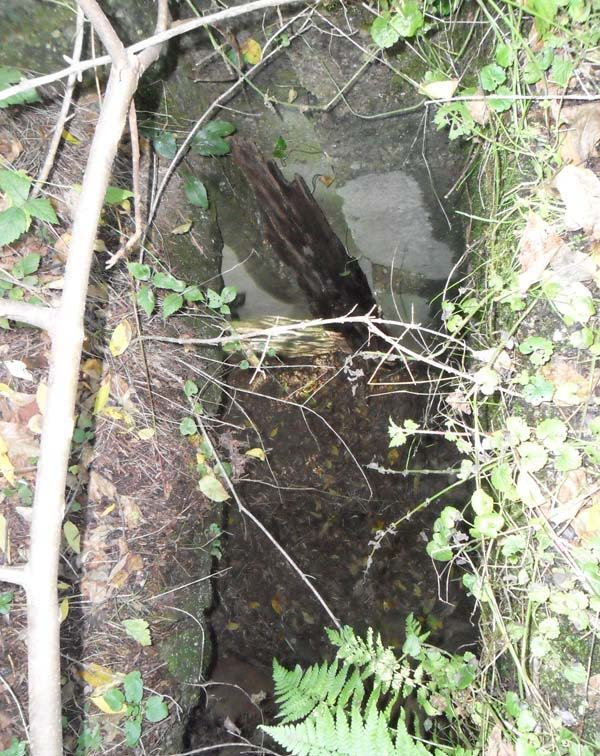
Zalalövői Vizi-malom turbinakamrájának maradványai, 2005
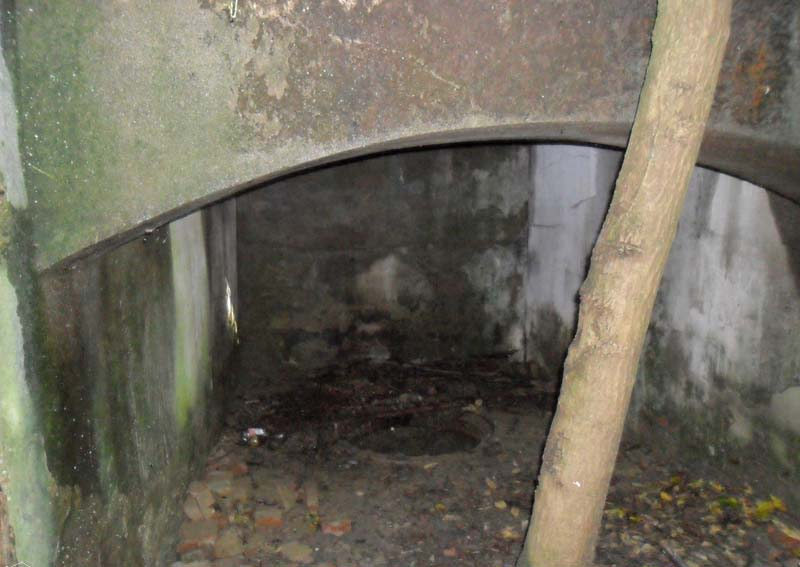
Zalalövői Vizi-malom turbinakamrájának maradványai, 2005
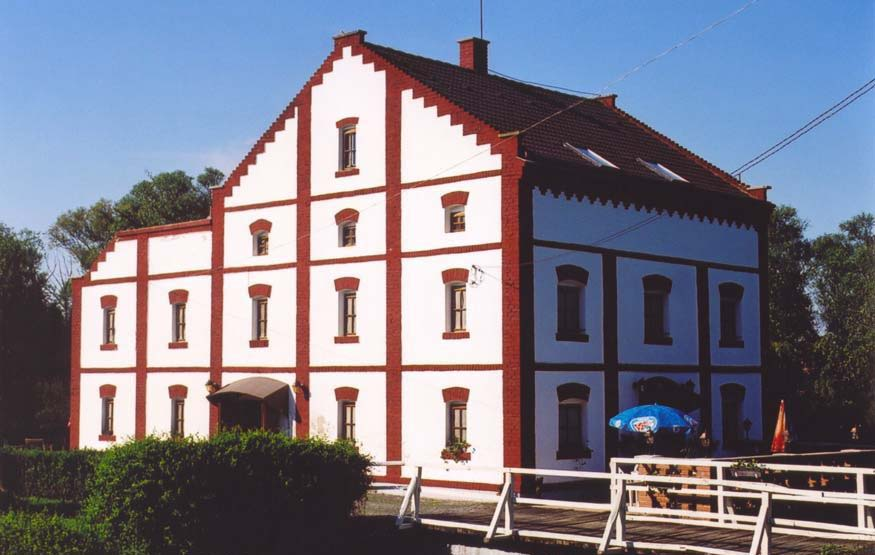
Molnár malom délkeletről, Zalapataka, 2010 körül
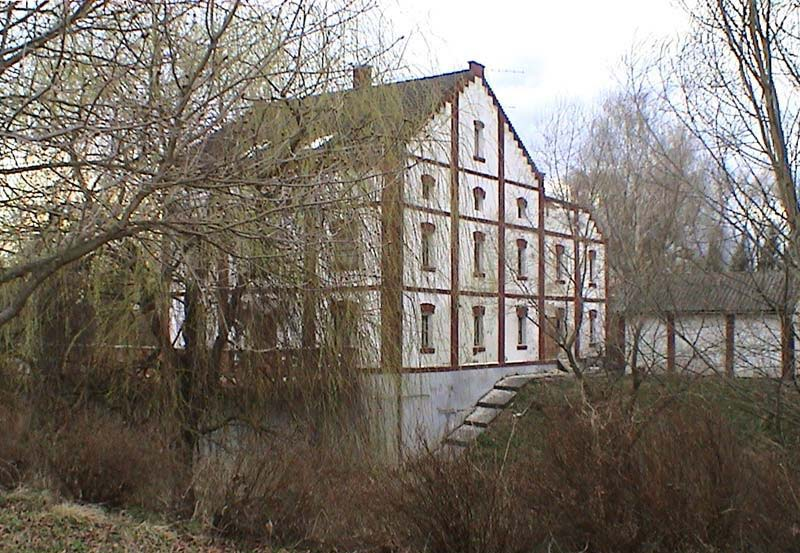
Molnár malom délnyugatról, Zalapataka, 2010 körül
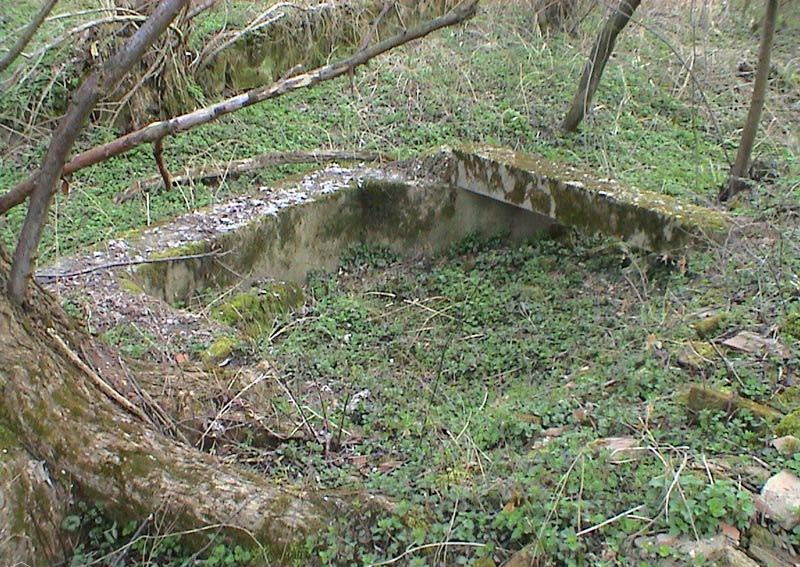
Bankovics malom maradványai, Budafa, 2005
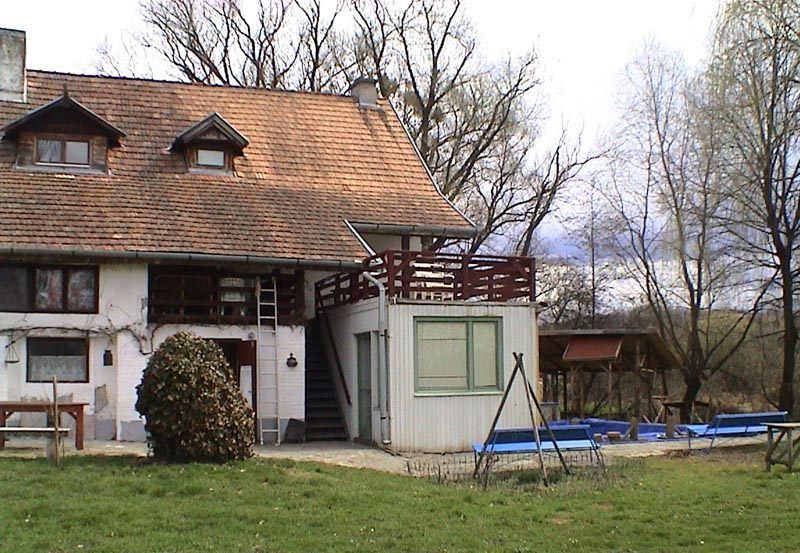
Zsohár-Károlyi malom, Zalacséb-Gyökefa, átépítve, 2010
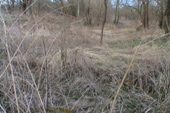
A malomgödör helye, Salomvári malom, 2005
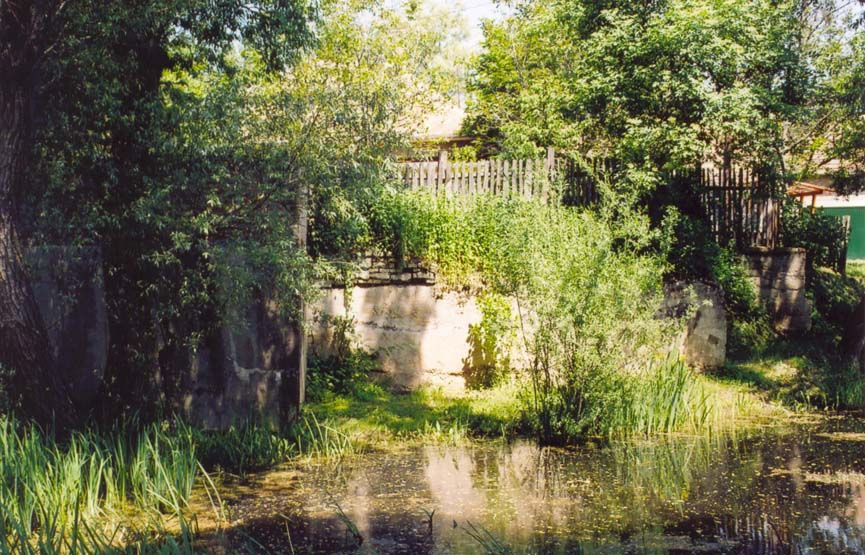
Betonmaradványok, Huszár malom, Boncodfölde
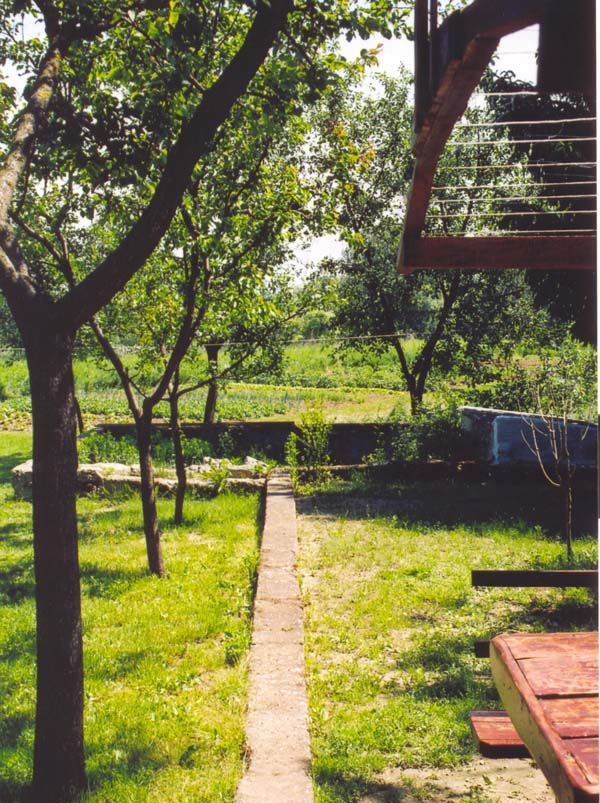
A betonsáv a malom falának helye, Huszár malom, Boncodfölde
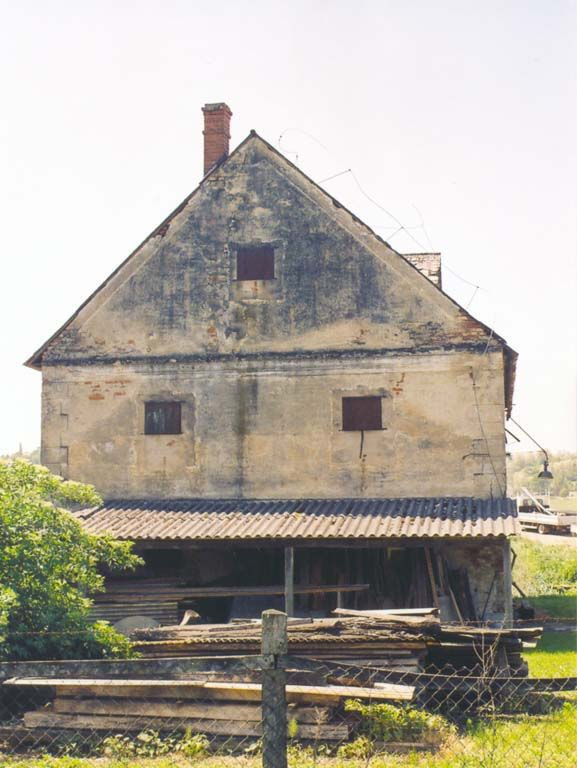
Baumgartner-Németh-malom északról, Bagodvitenyéd, 2010
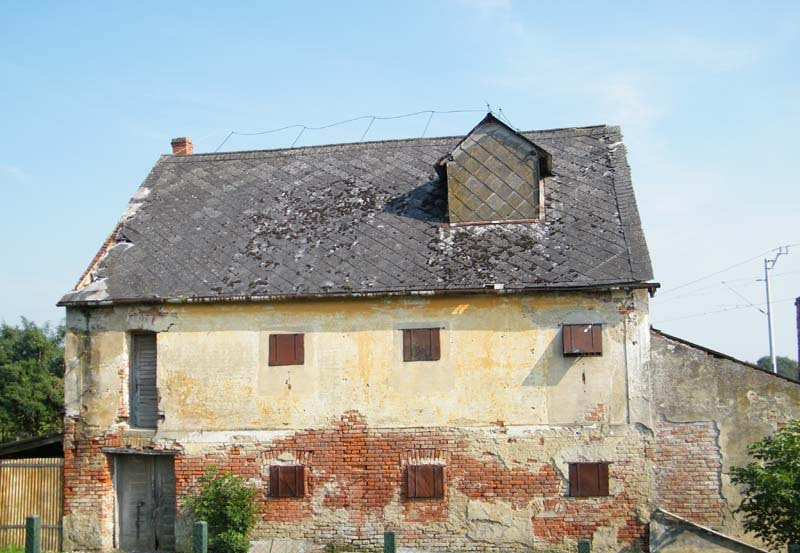
Baumgartner-Németh-malom nyugatról, Bagodvitenyéd, 2010
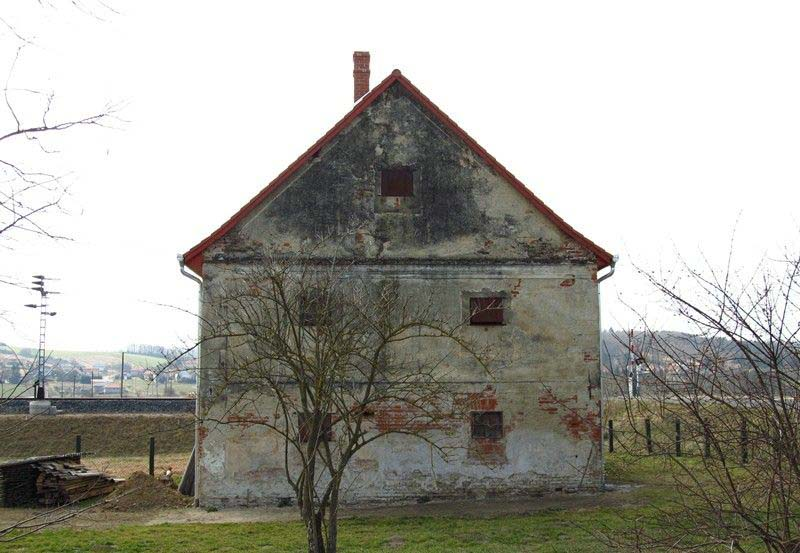
Baumgartner-Németh-malom, Bagodvitenyéd, 2010
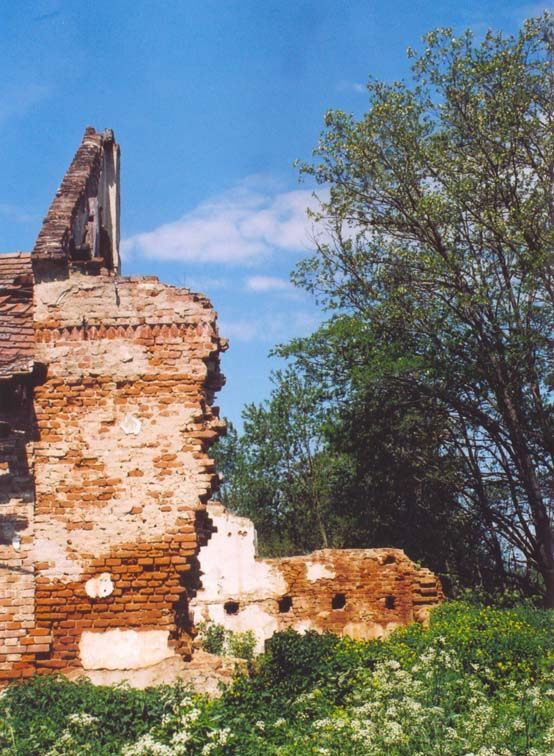
Tóth malom maradványai, Martonfa, 2005
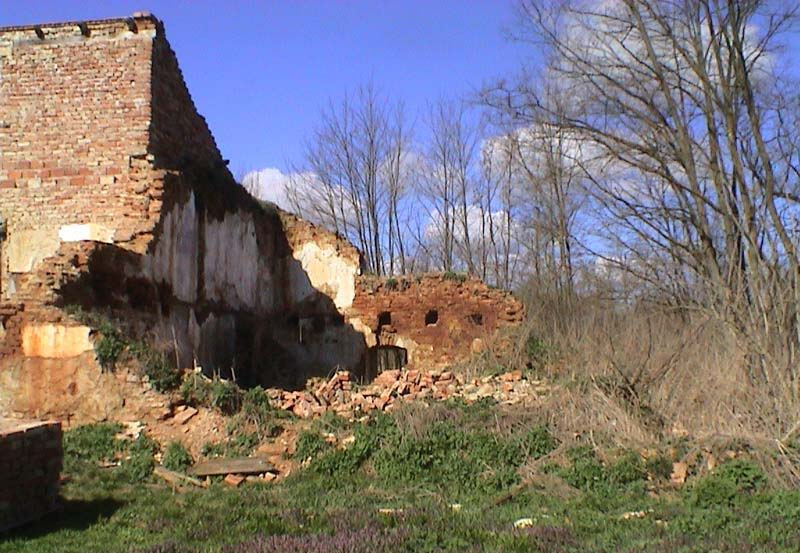
Tóth malom maradványai, Martonfa, 2005
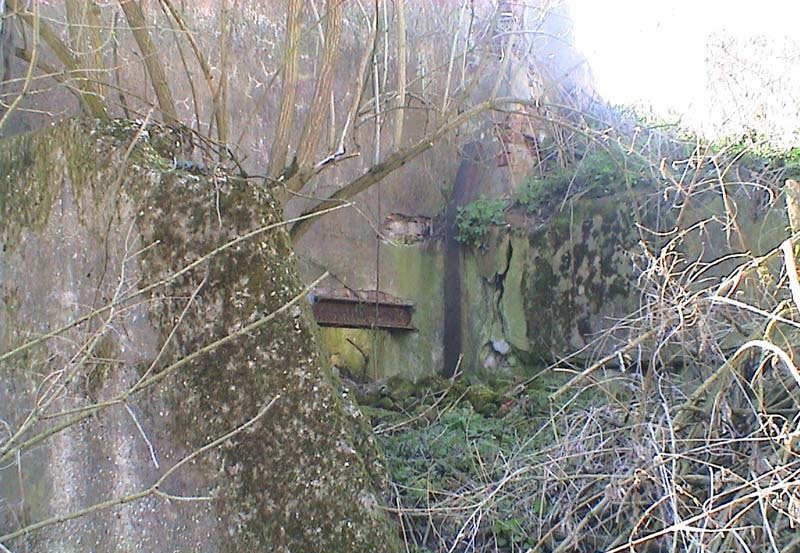
Tóth malom maradványai, Martonfa, 2005
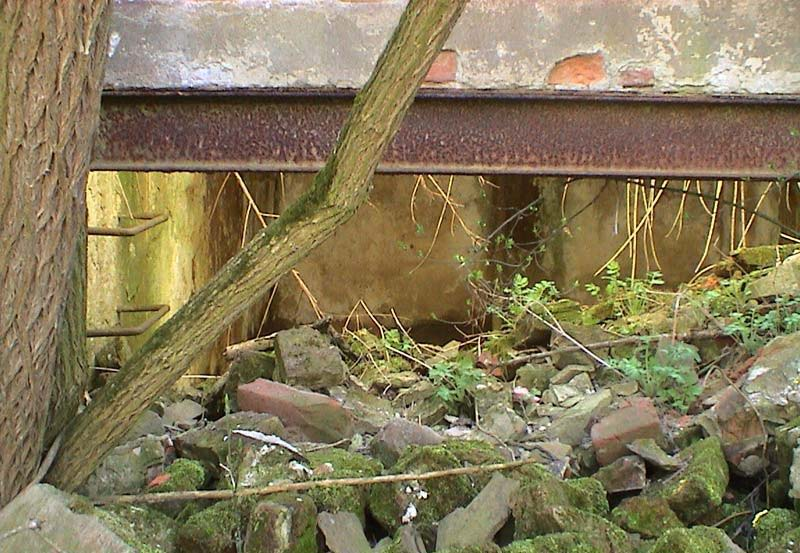
Tóth malom maradványai, Martonfa, 2005
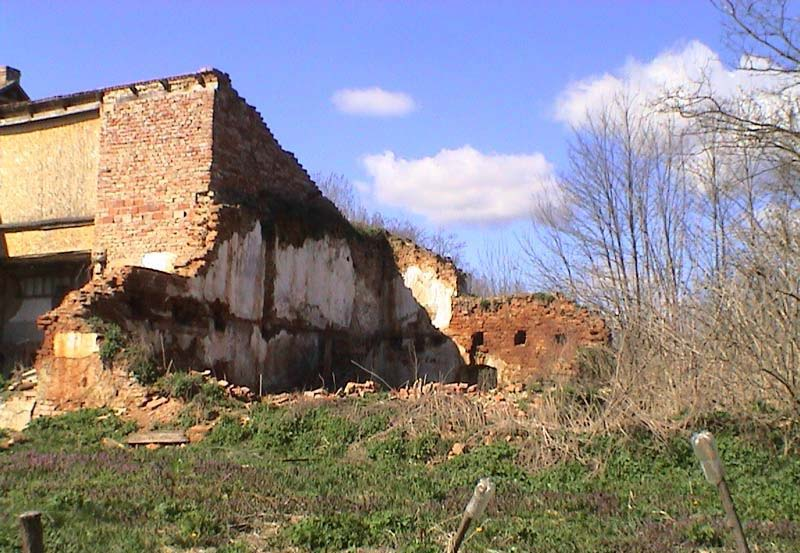
Tóth malom maradványai, Martonfa, 2005
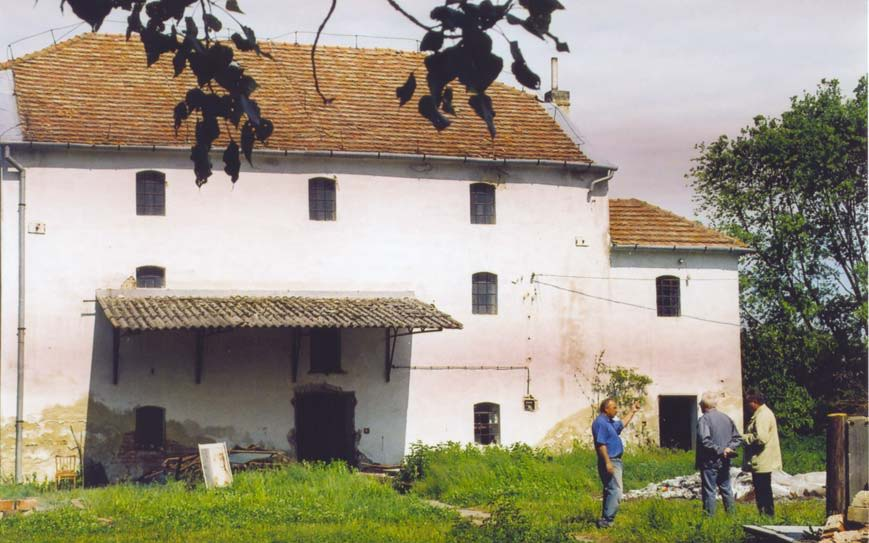
Klázer vagy Varga malom délről, Teskánd, 2005
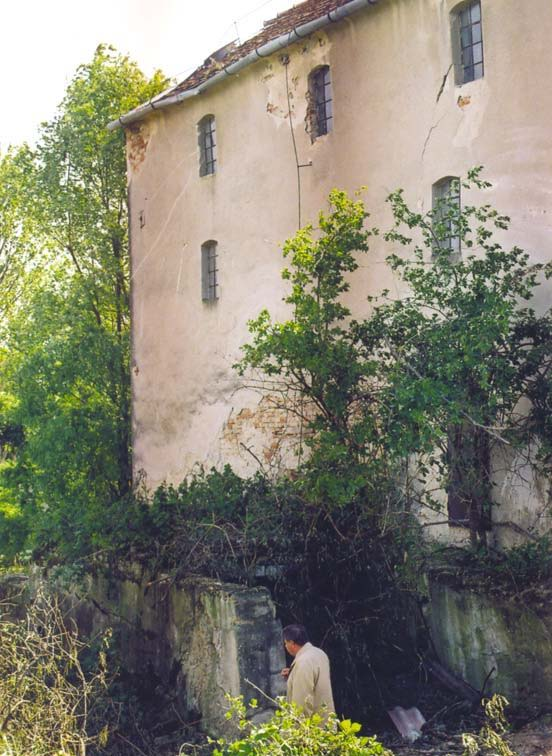
Klázer vagy Varga malom, Teskánd, 2005
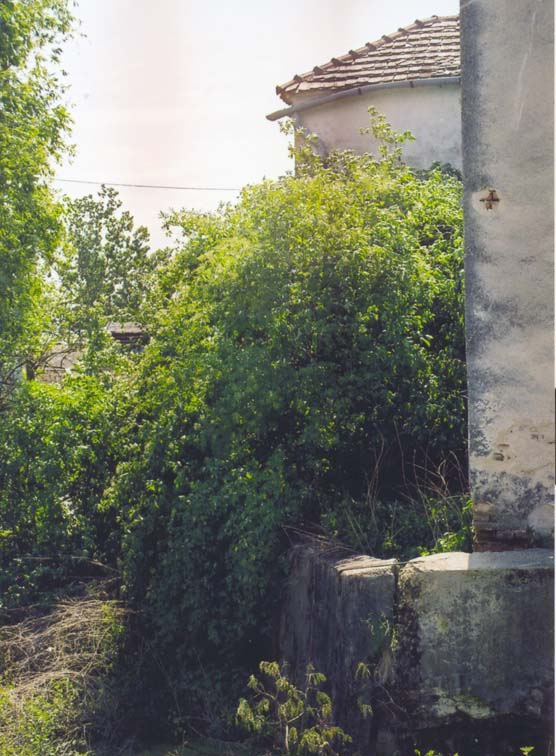
Klázer vagy Varga malom, Teskánd, 2005
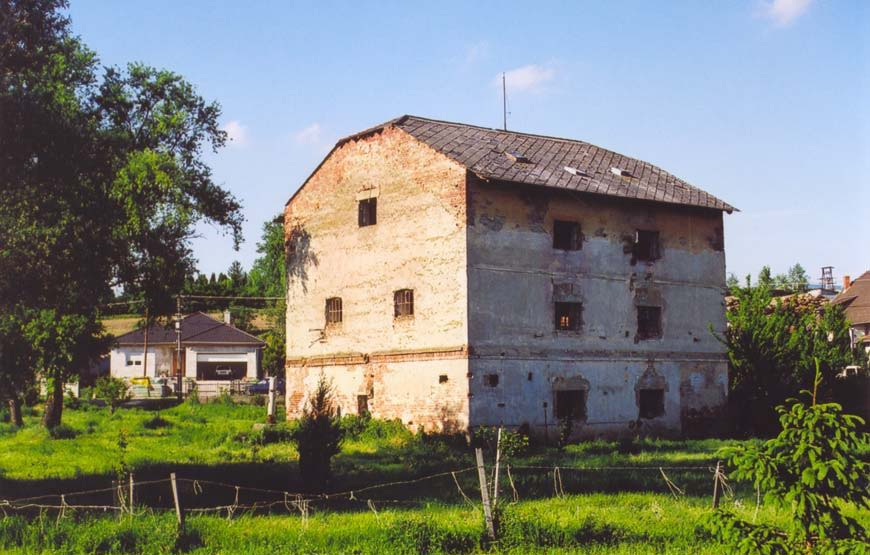
Pozsgai malom délnyugatról, Apátfa, 2005
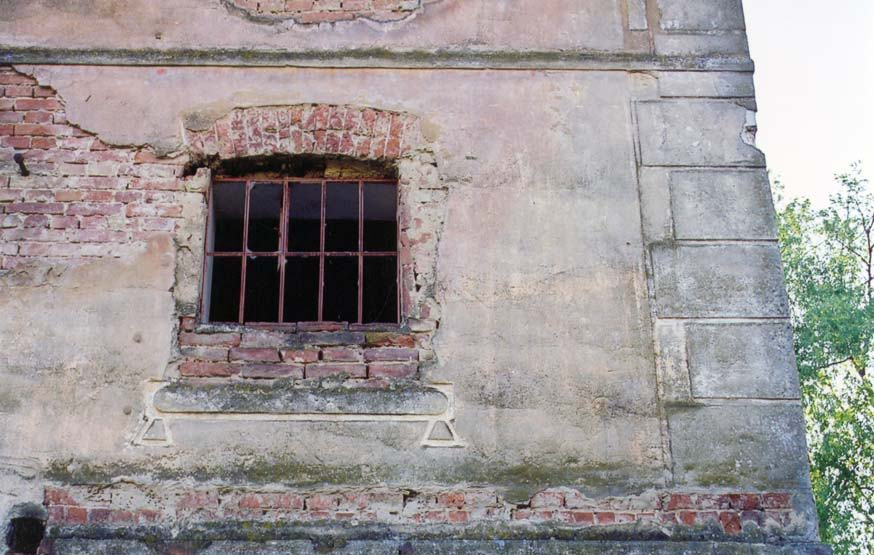
Pozsgai malom keletről, Apátfa, 2005
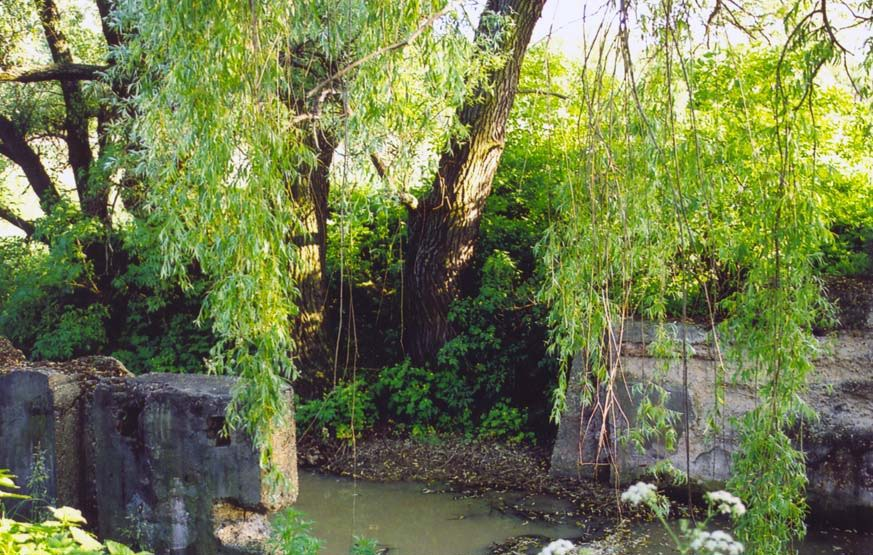
"Hídi" vagy Béry malom, az egykori malomgödör helye északról, Andráshida, 2005
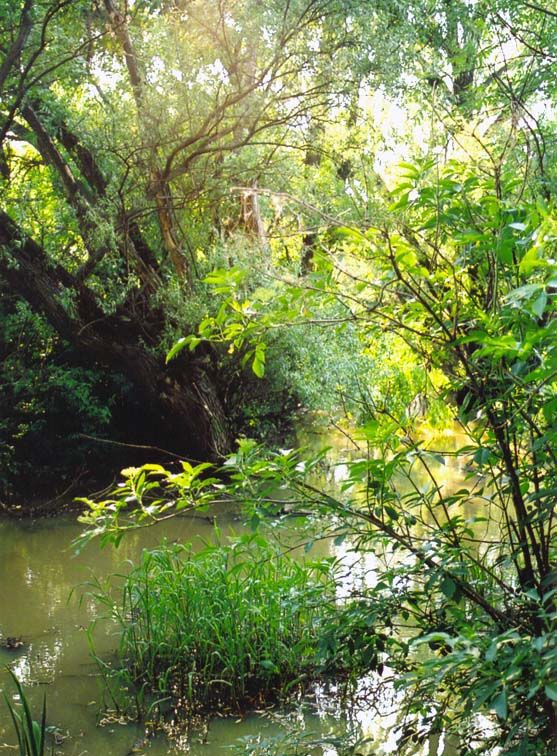
"Hídi" vagy Béry malom, az egykori malomgödör helye keletről, Andráshida, 2005
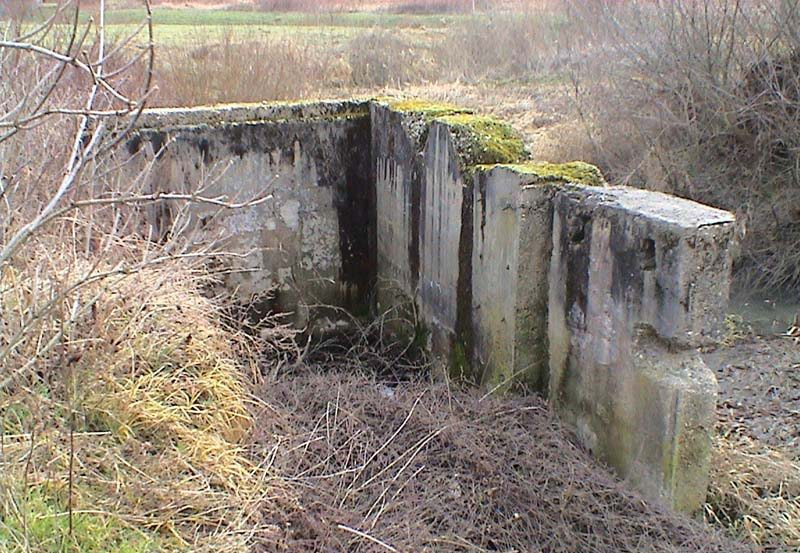
"Hídi" vagy Béry malom, a hátsó betonfal maradványai, Andráshida, 2005
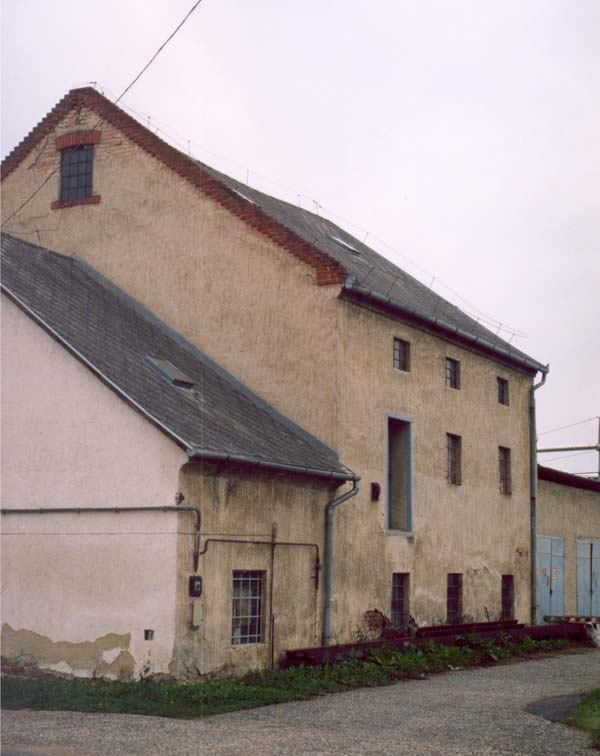
Gógán vagy Schreiner malom, kisebb toldaléképület északról, Zalaegerszeg, 2011
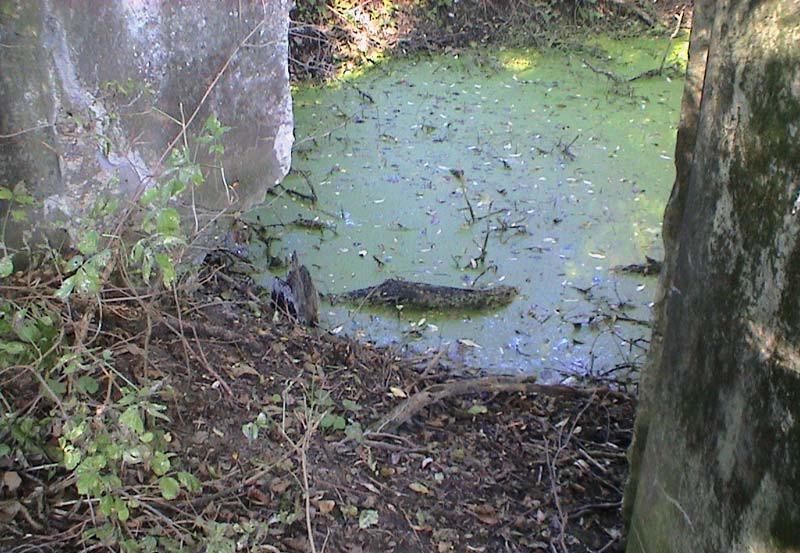
Horváth malom, a betonelemek mögött a malomgödör maradványa nyugatról, Neszele, 2009
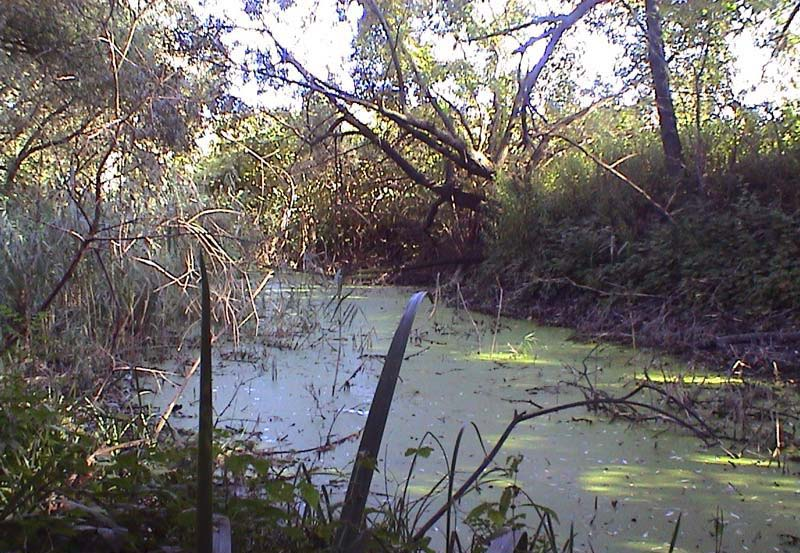
Horváth malom, a volt malomgödör északnyugatról, Neszele, 2009
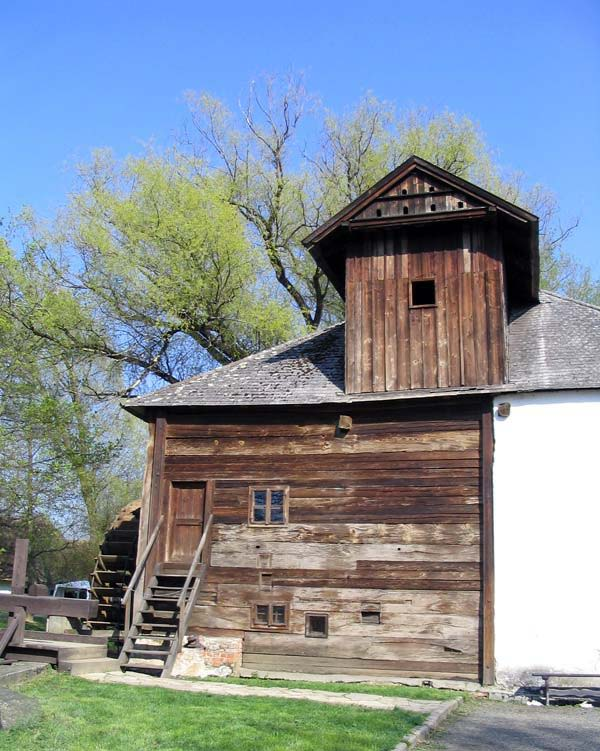
Hencz malom, nyugati irányból a fa épületrész, Zalaegerszeg, 2005
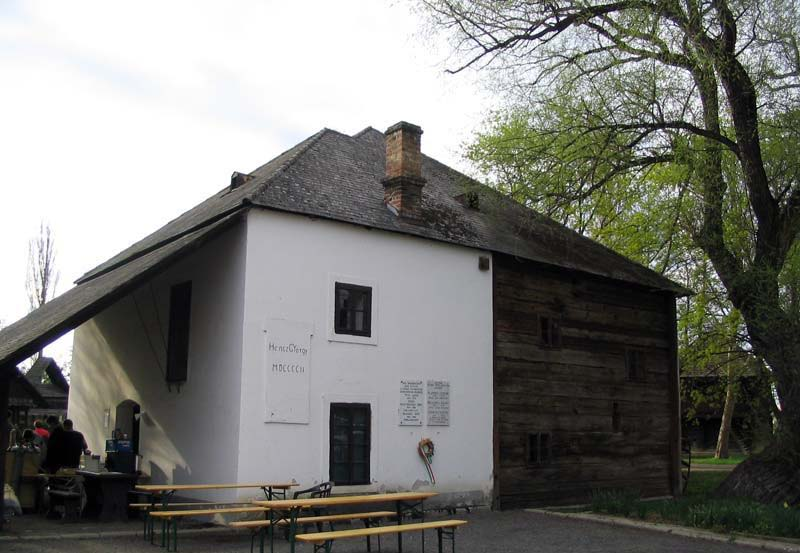
Hencz malom, kelet-délkeletről a malomfal, rajta emléktábla Hencz Györgynek, Zalaegerszeg, 2005
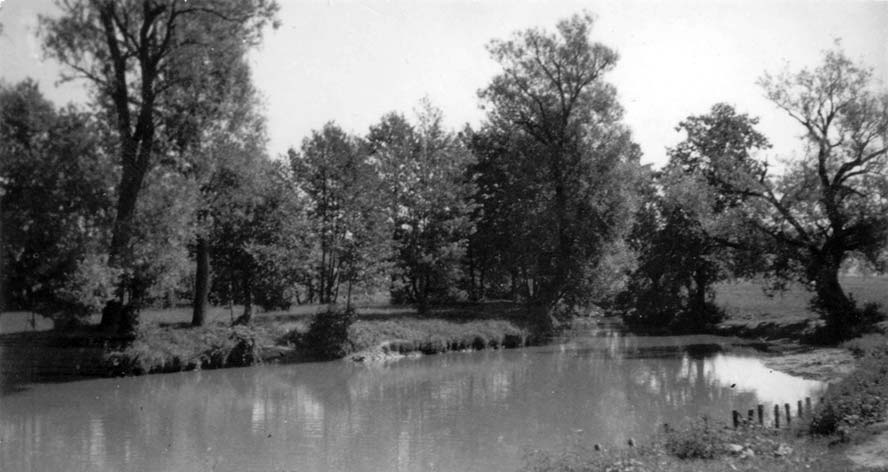
Gömbös vagy Németh malom, a malomgödör délnyugatról, Zalaegerszeg, 1940 körül
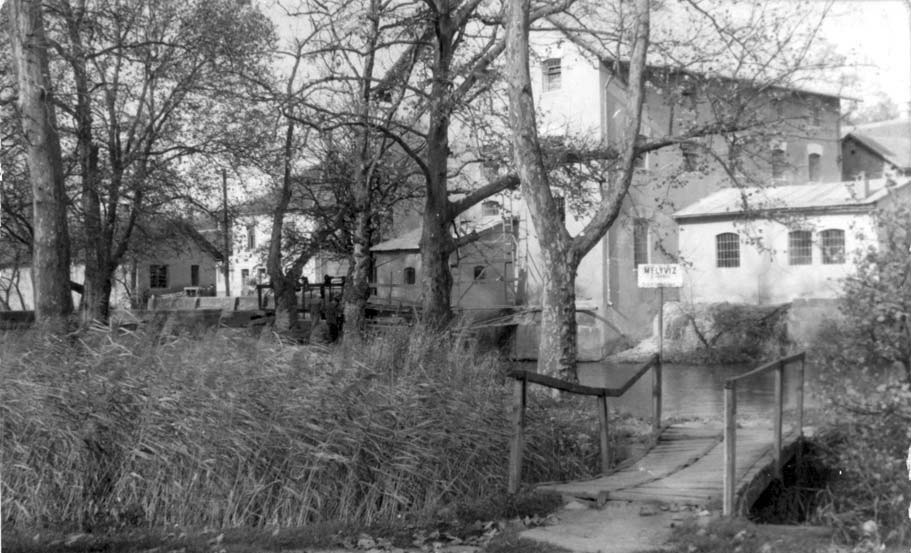
Böhm malom (régi városi "strand"), a malom kifolyója alatti szakasz, Kaszaháza, 1960 körül
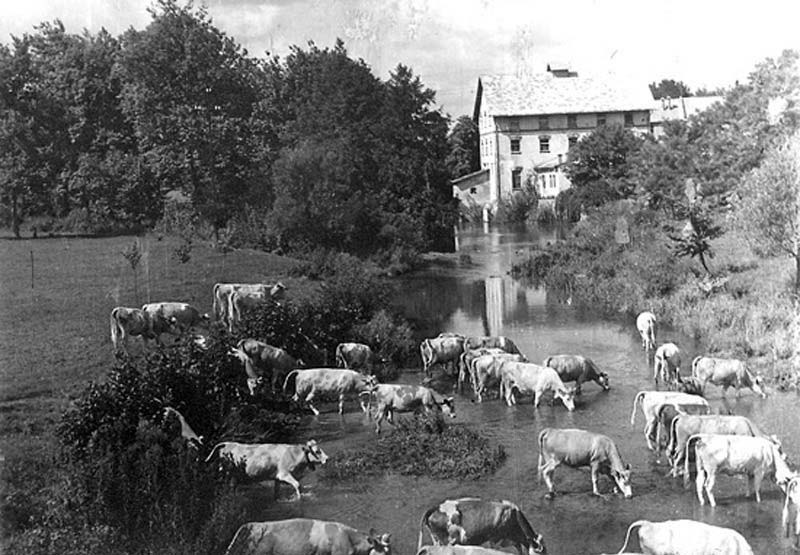
Böhm malom (régi városi "strand"), a malom kifolyója alatti szakasz, Kaszaháza, 1950 körül
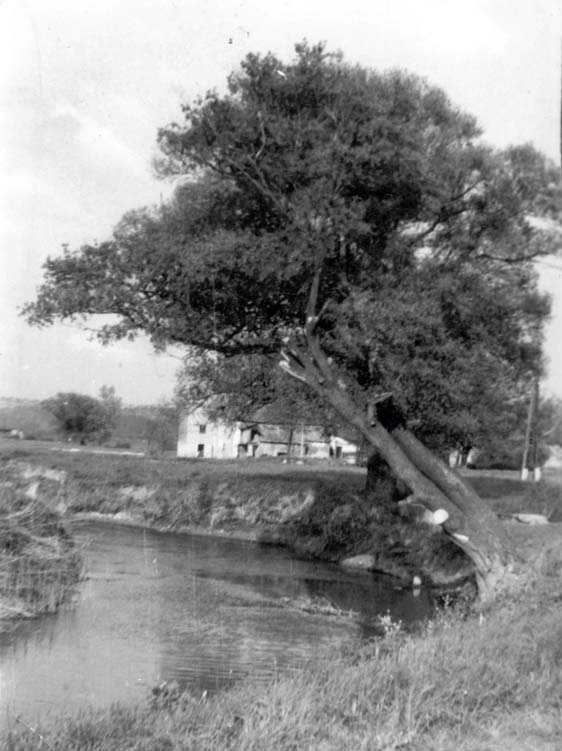
Baumgartner vagy Kummer malom, nyugati irányból, Zalaegerszeg, 1960 körül
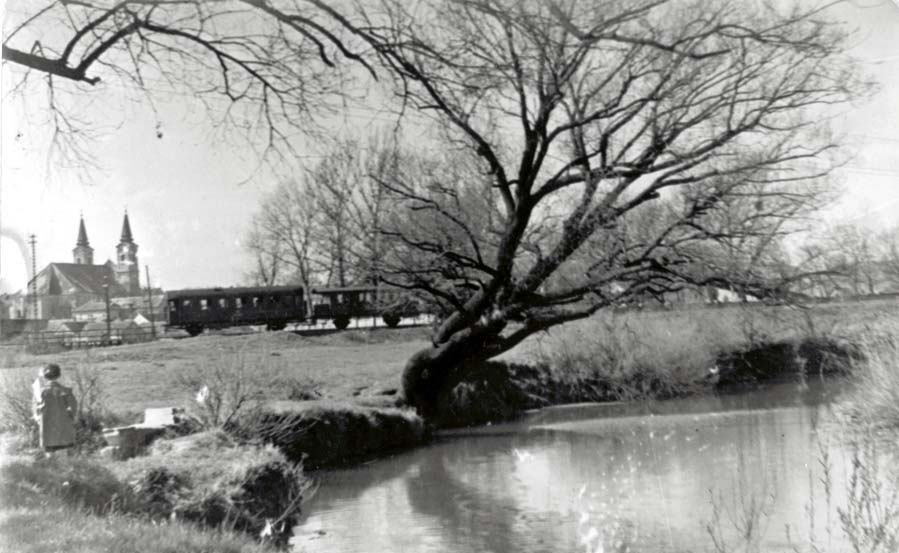
Baumgartner vagy Kummer malom, a malom feletti folyószakasz északkeletről, Zalaegerszeg
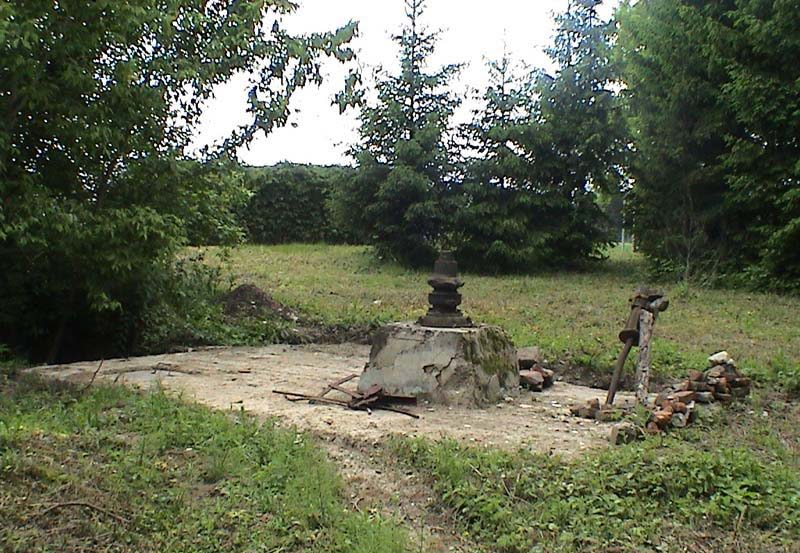
Baumgartner vagy Kummer malom, a turbinakamra betonteteje, egyben a turbinaház alapja, Zalaegerszeg
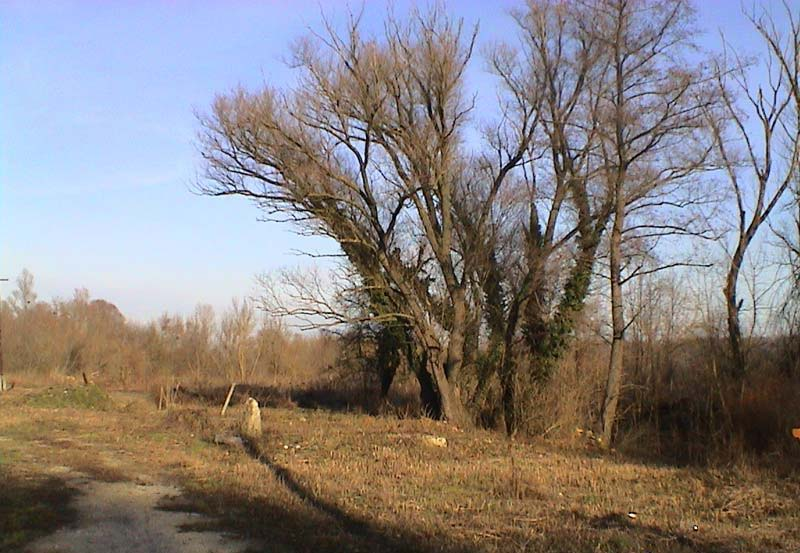
Vér malom, Csácsbozsok - kőmaradványok a malom idejéből
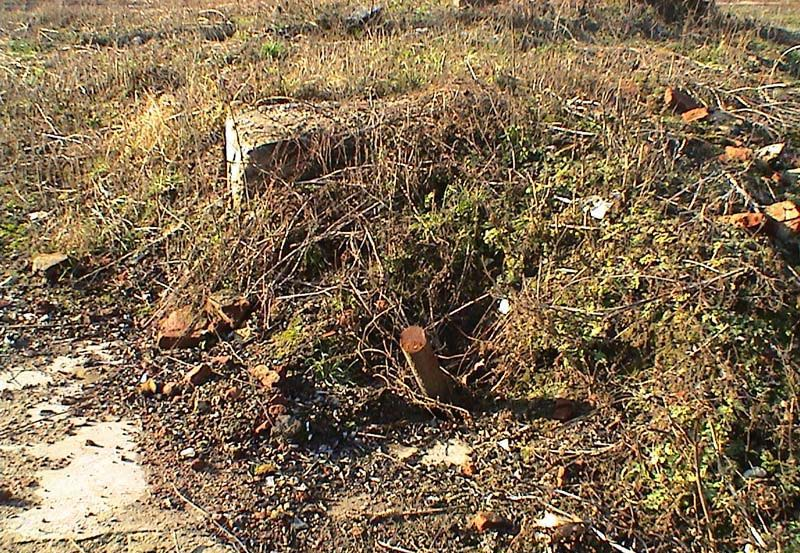
Vér malom, Csácsbozsok - a turbinakamra teteje és egy vasmaradvány
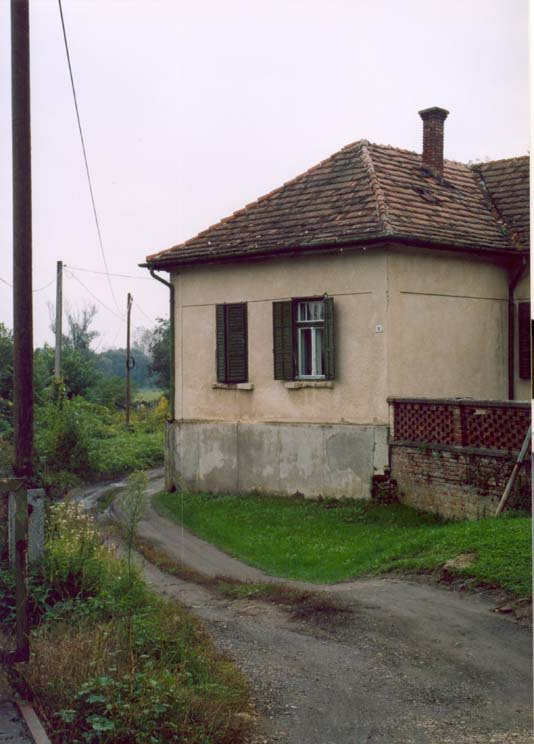
Cságoly malom, Petőhenye - a malomlakás
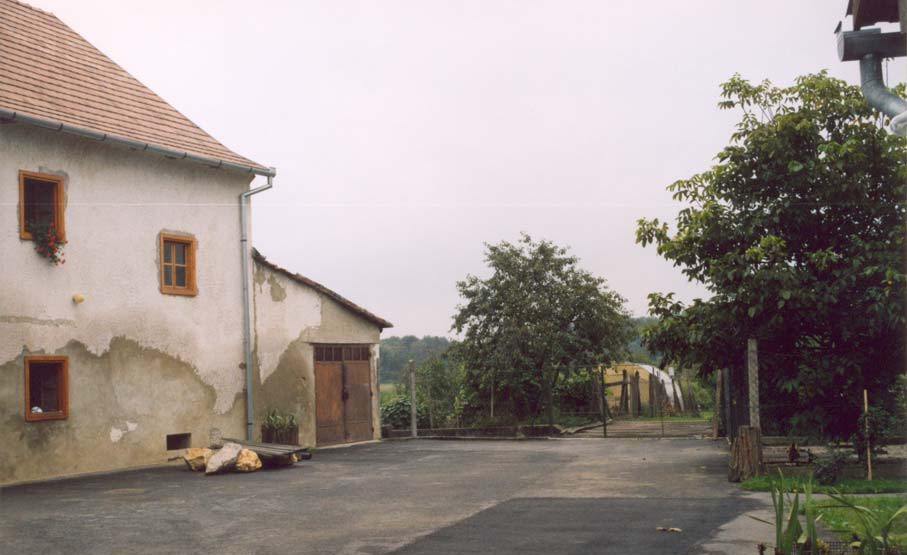
Takács malom, Alibánfa - a malom melletti betonudvar
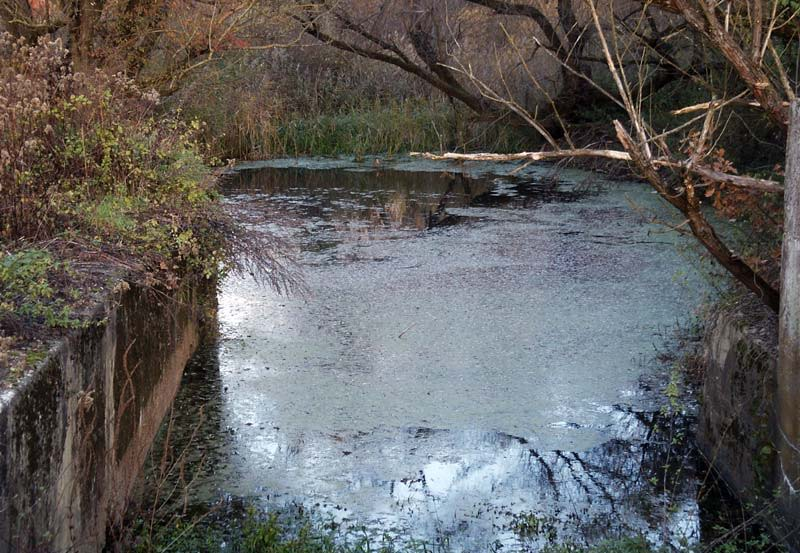
Tőberek - a malomgödör nyugatról, az egykori zsilip hídjáról
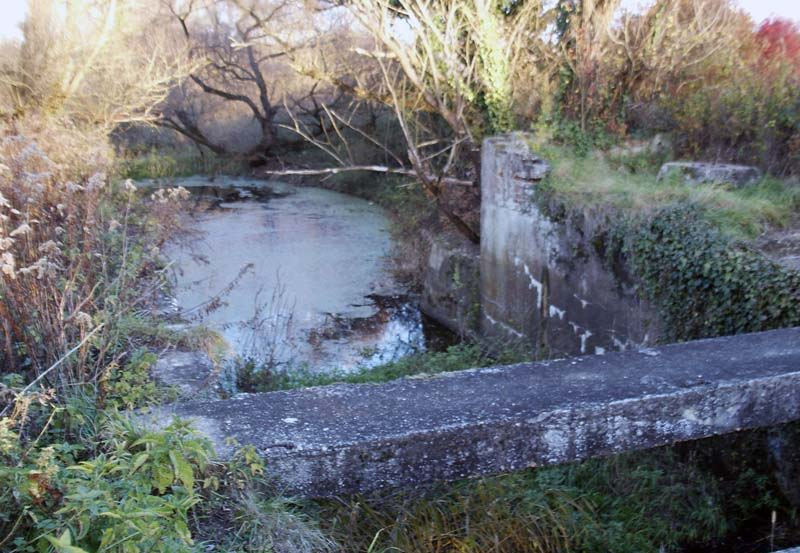
Tőberek - a malomgödör nyugatról, az egykori zsilip hídjáról
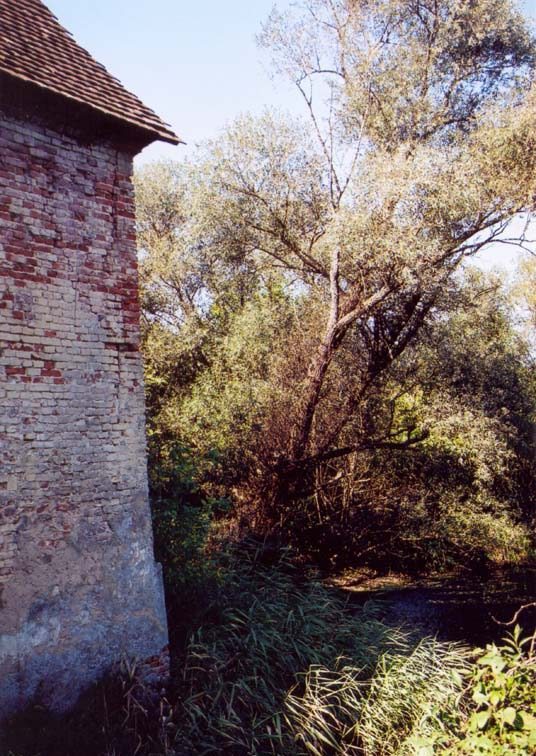
Légrády-Miszori malom, a malomépület délkeleti szöglete, Kemendollár, 2006
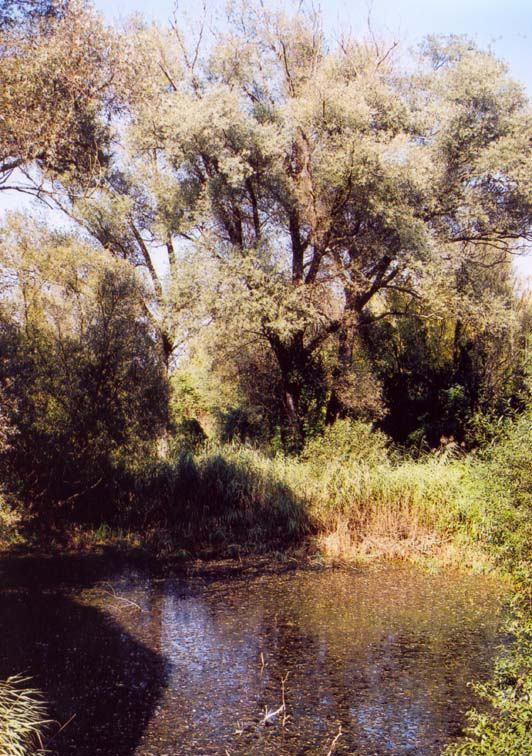
Légrády-Miszori malom, a malomgödör maradványa nyugatról, Kemendollár, 2006
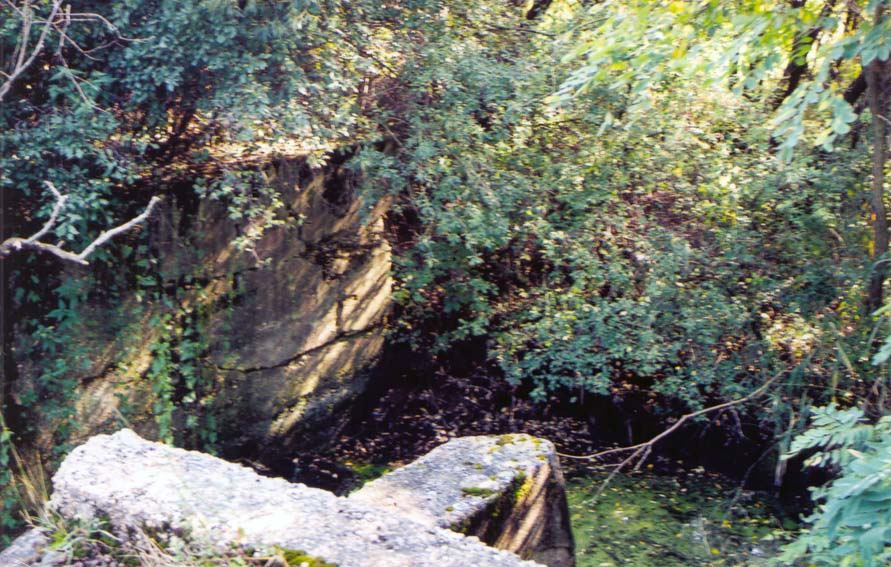
Légrády-Miszori malom, a zsiliphídról a malomgödör kezdete, Kemendollár, 2006
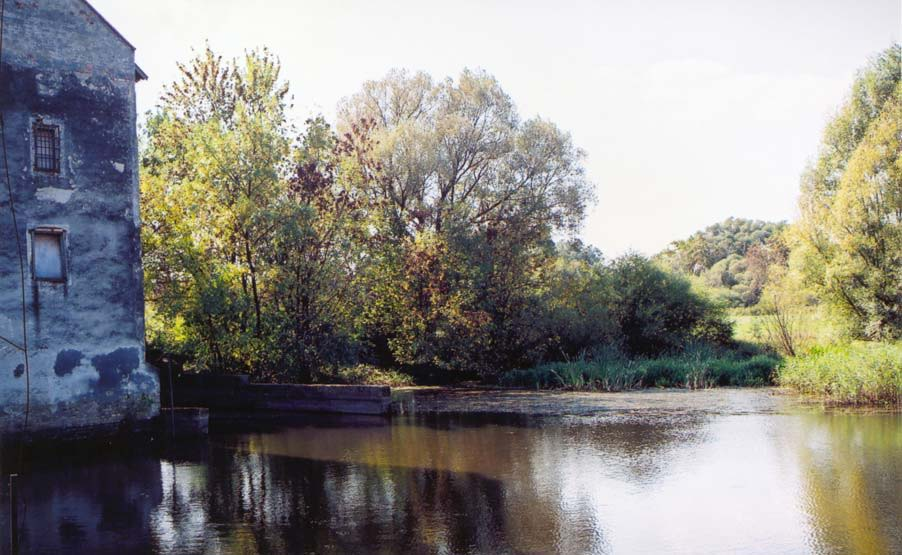
Hámos malom, Zalaistvánd - a malomépület délkeletről, jobbra a malomgödör kifolyója
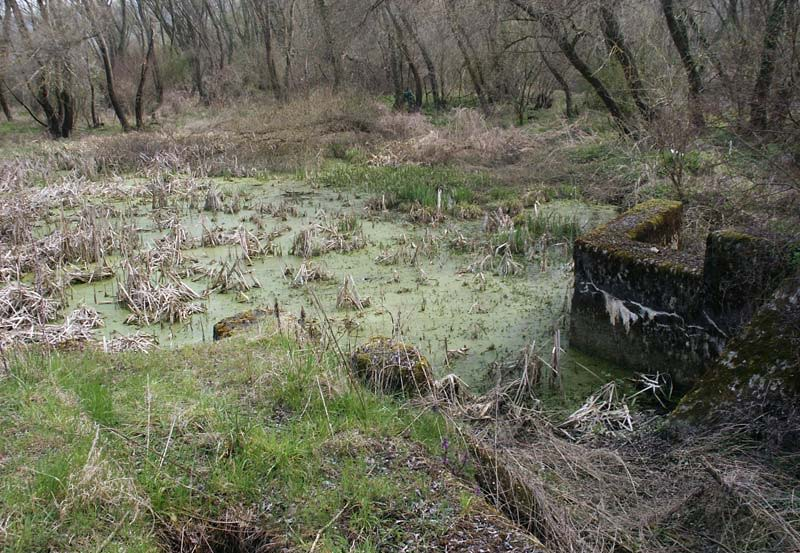
Koch-Domján malom - a korábbi folyómeder, távolabb a malomgödör, közelebb a turbinakamra északnyugatról, Pakod, 2011
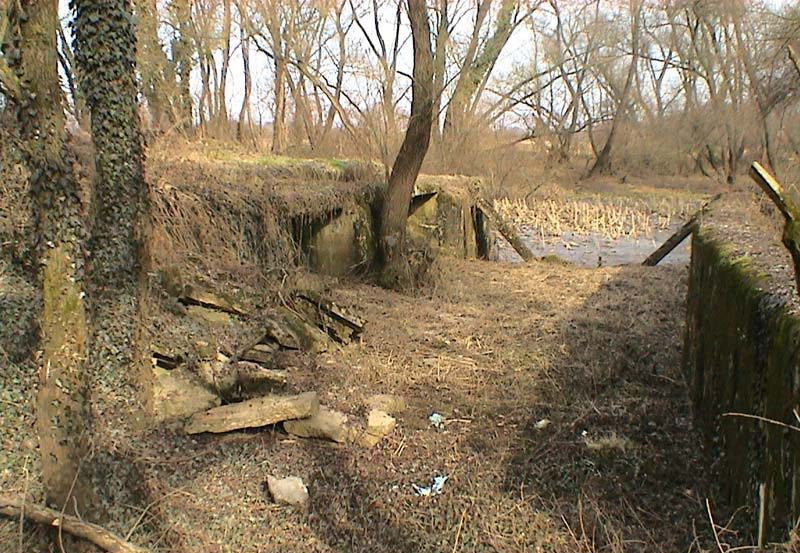
Koch-Domján malom - a Zala volt medre, mögötte a malomgödör, balra elöl a turbinakamra, Pakod, 2011
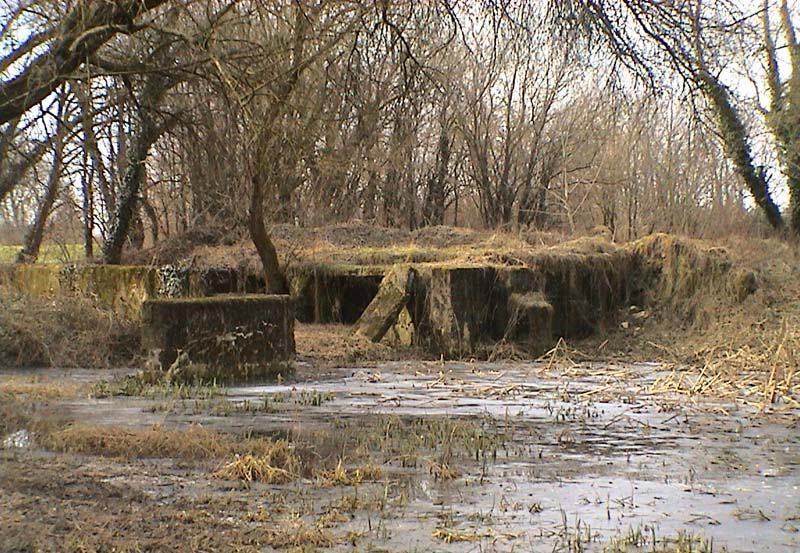
Koch-Domján malom - a malomgödör, balról jobbra folyik a víz a turbinától kifelé, Pakod, 2011
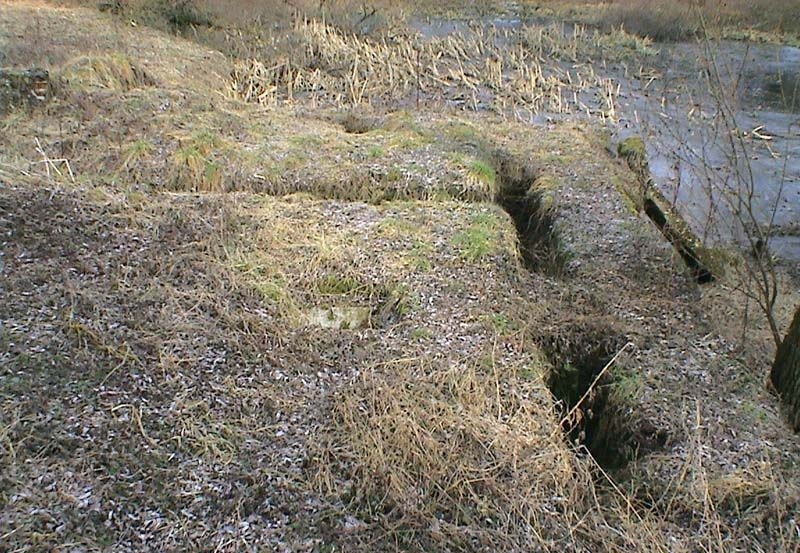
Koch-Domján malom - a turbinakamra teteje a turbinatengely helyével, Pakod, 2011
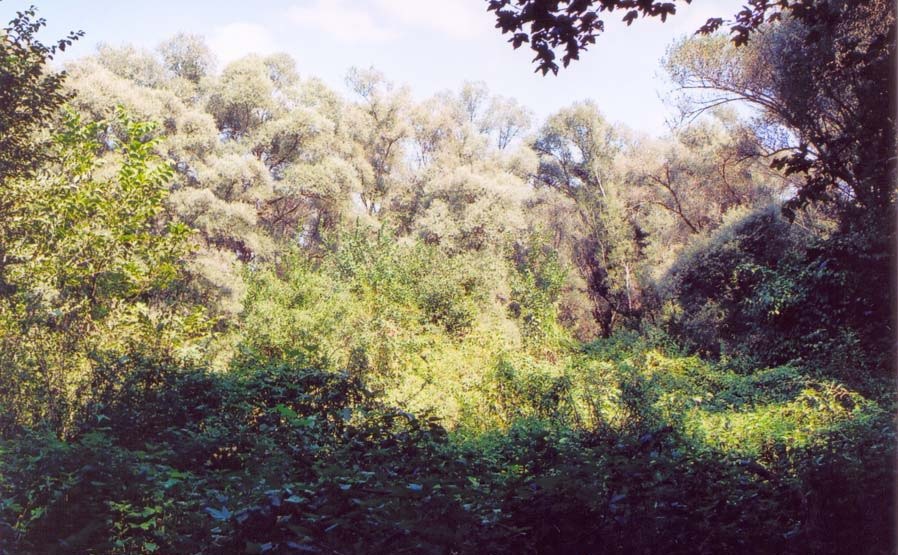
Koch-Domján malom - a hajdani hatalmas és mély malomgödör helye, Pakod, 2011
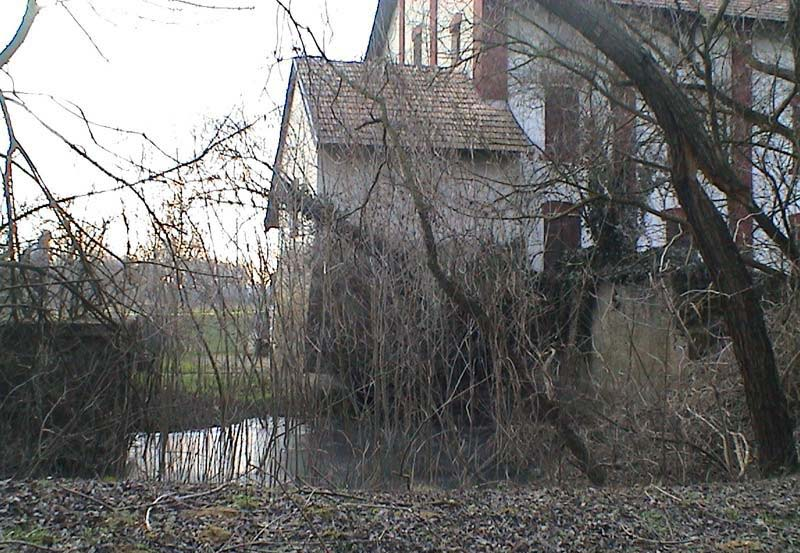
Csorba malom, Zalabér - délkeletről a malomgödör, mögötte a turbinaház és egy kevés a malomépületből, 2011
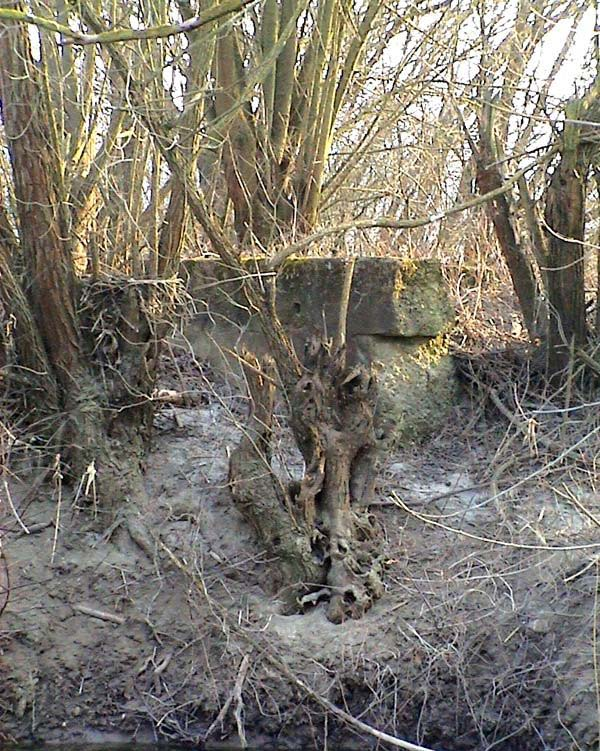
Hármasi vagy Keszler malom - betonmaradványok, Batyk
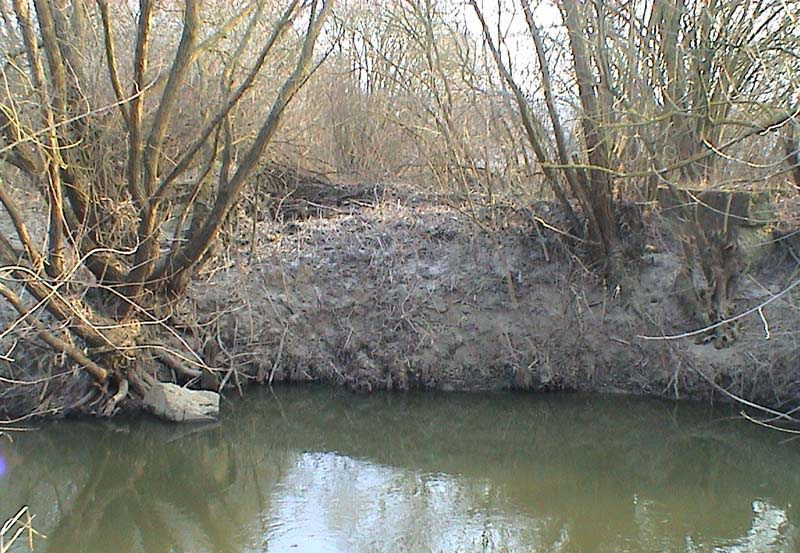
Hármasi vagy Keszler malom - a Zala-meder, hátrébb jobbra a malom feletti gátrendszer maradványa, Batyk
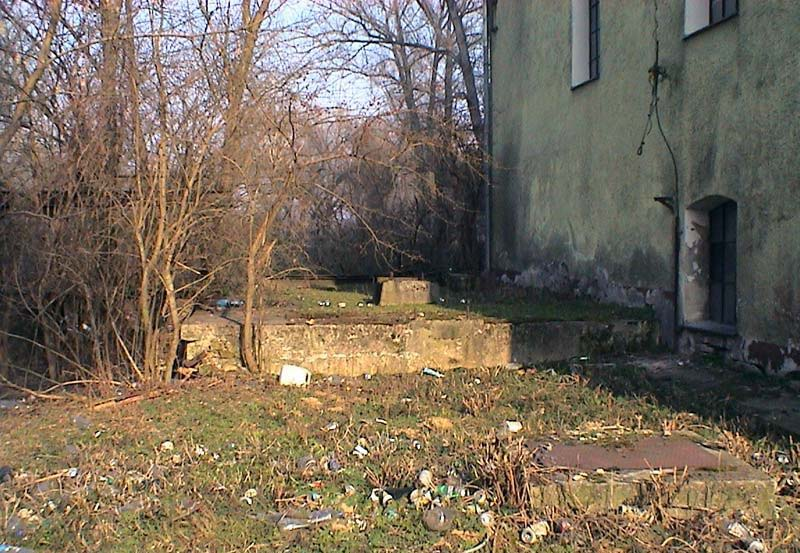
Kutrovácz-Keszler – Hámosi malom - a régi malomépület nyugati fala, középen a turbinakamra
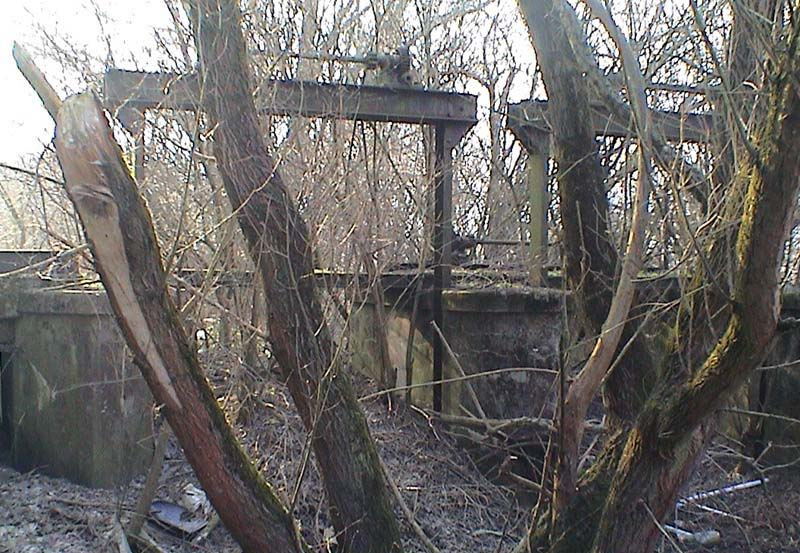
Kutrovácz-Keszler – Hámosi malom - a két zsilipszerkezet
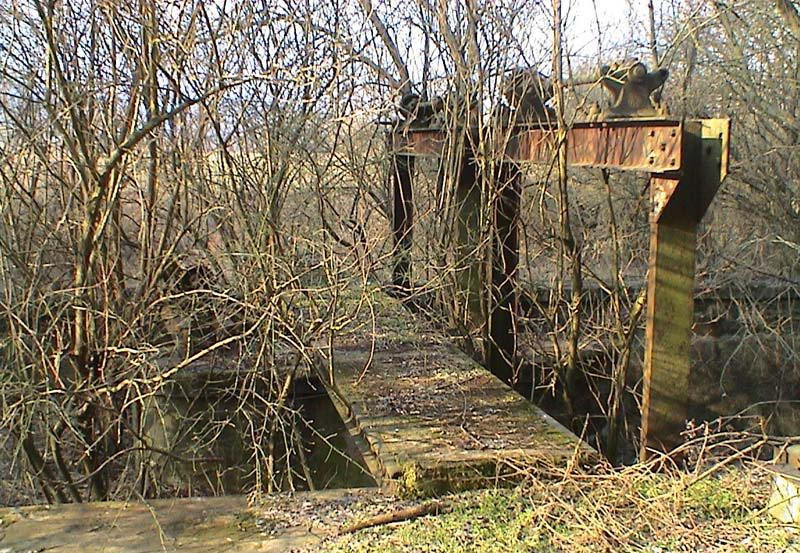
Kutrovácz-Keszler – Hámosi malom - a zsilipszerkezetek és a zsiliphíd
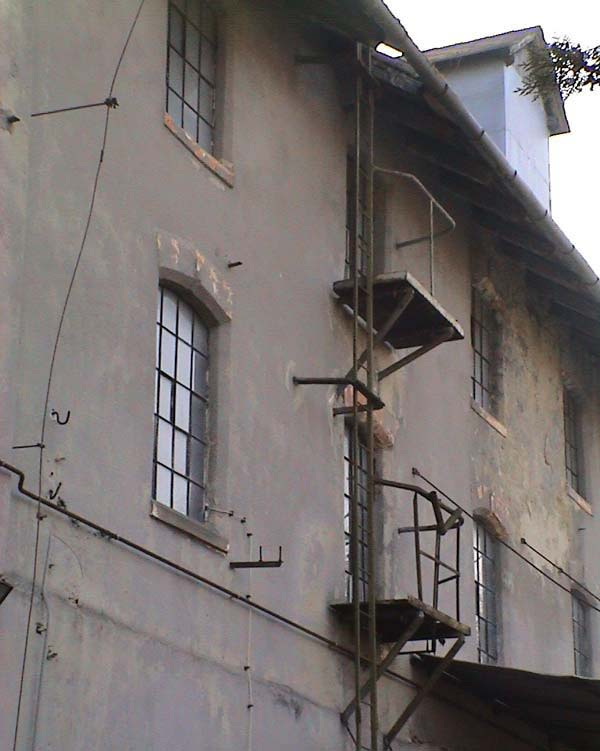
Schlésinger malom, északi fal, Zalaszentrót
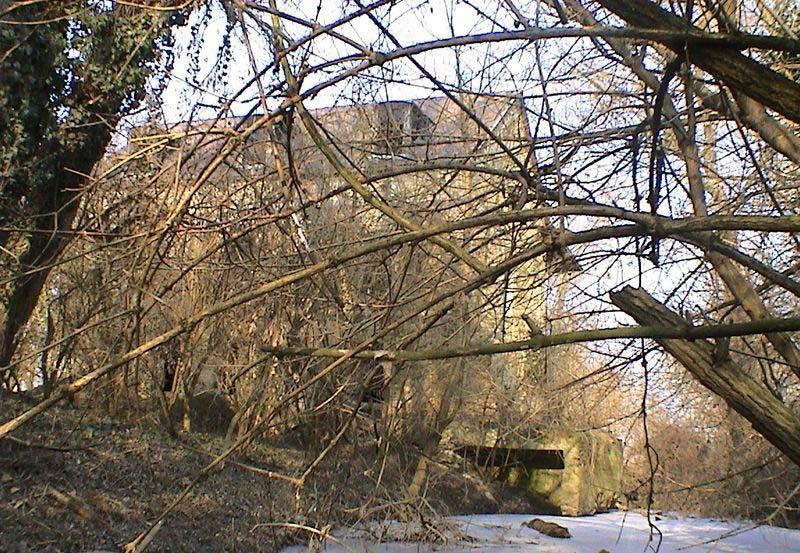
Mittermayer-Horváth malom - az épület előtt a malomgödör, Zalakoppány, 2011
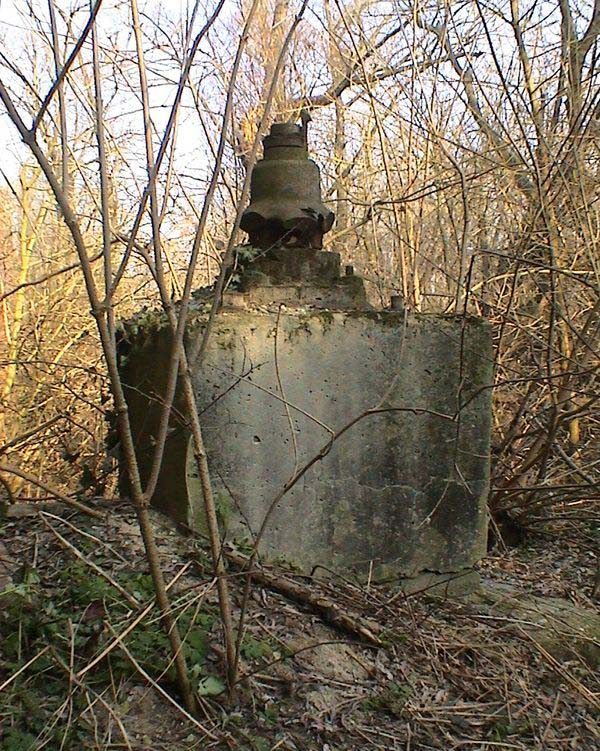
Mittermayer-Horváth malom - a turbina maradványa, Zalakoppány, 2011
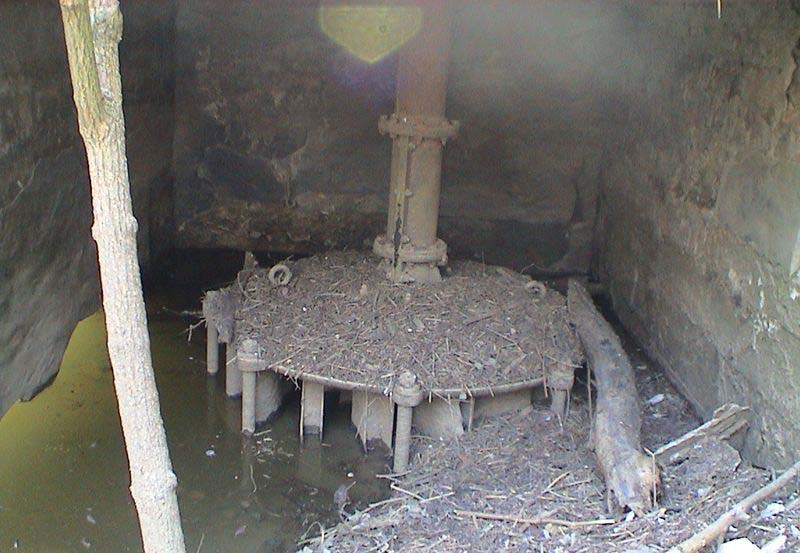
Mittermayer-Horváth malom - maradványok, Zalakoppány, 2011
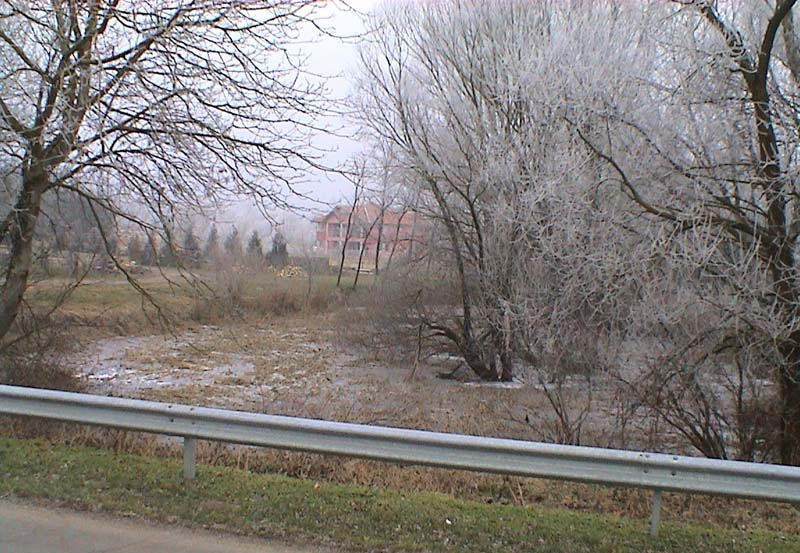
Vöröss malom, a malomgödör helye  a közúti hídról, északról, Kehidakustány, 2011
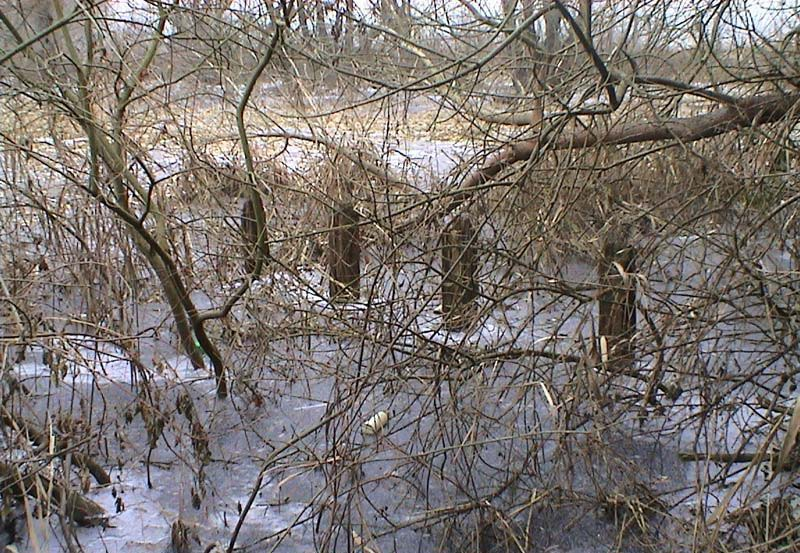
Vöröss malom, cölöpsor a vízben, Kehidakustány, 2011
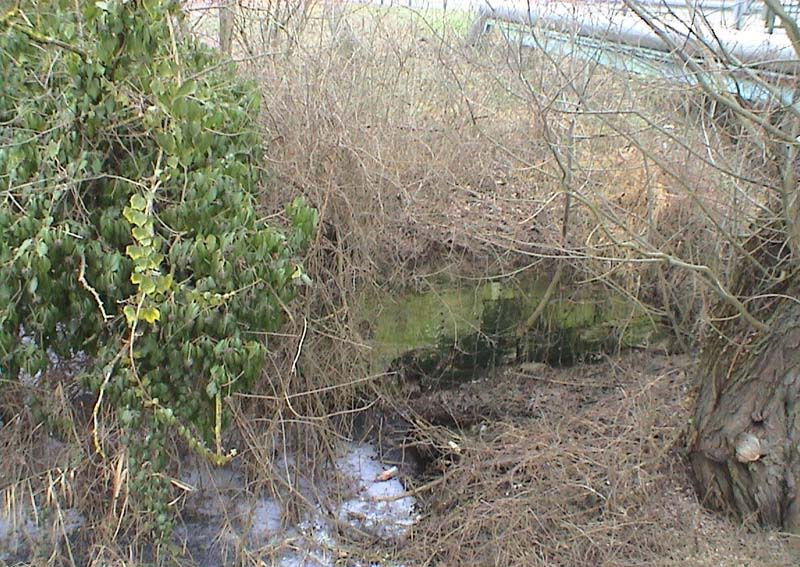
Vöröss malom, betonmaradvány a malomgödör felső vége felett, Kehidakustány, 2011
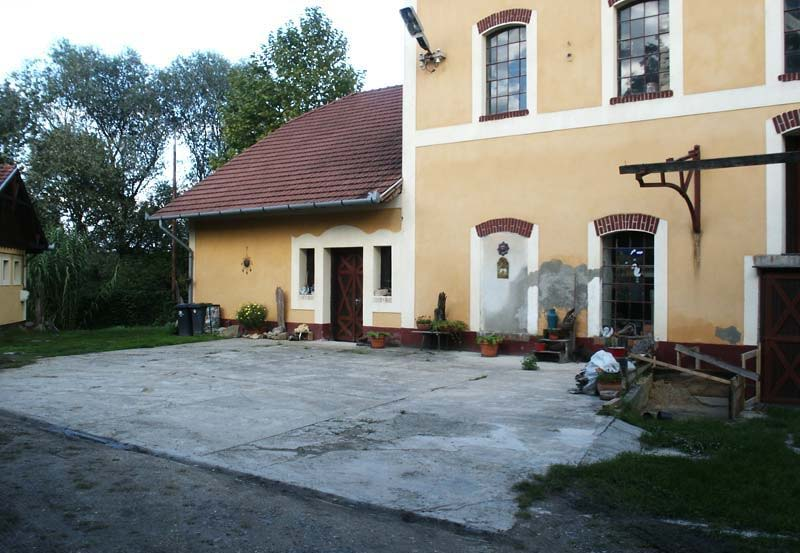
Böröck malom, a felújított malomépület, Kehidakustány, 2011
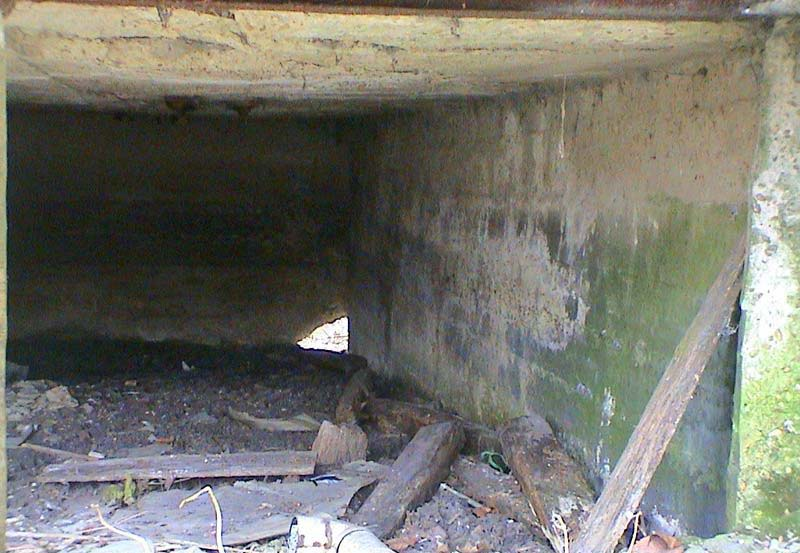
Böröck malom, a turbinakamra, Kehidakustány, 2011
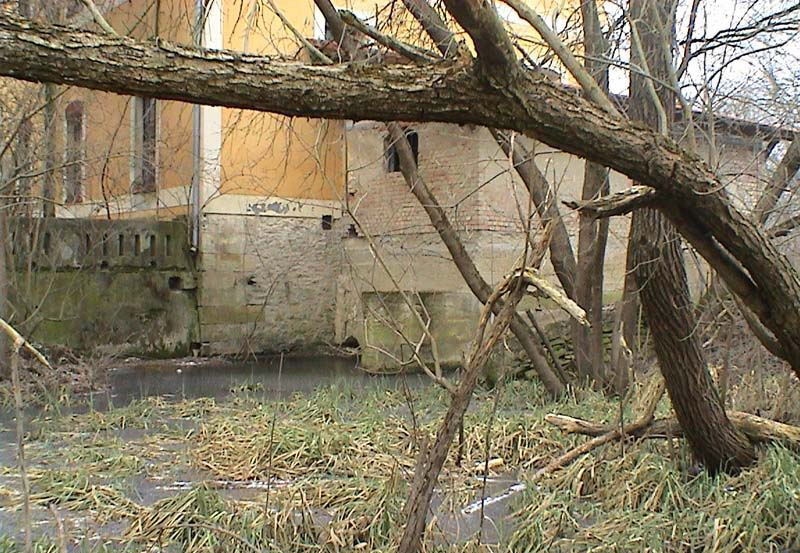
Böröck malom, a malomgödör jobbról és a turbinakifolyó, Kehidakustány, 2011